# Kupferschmied

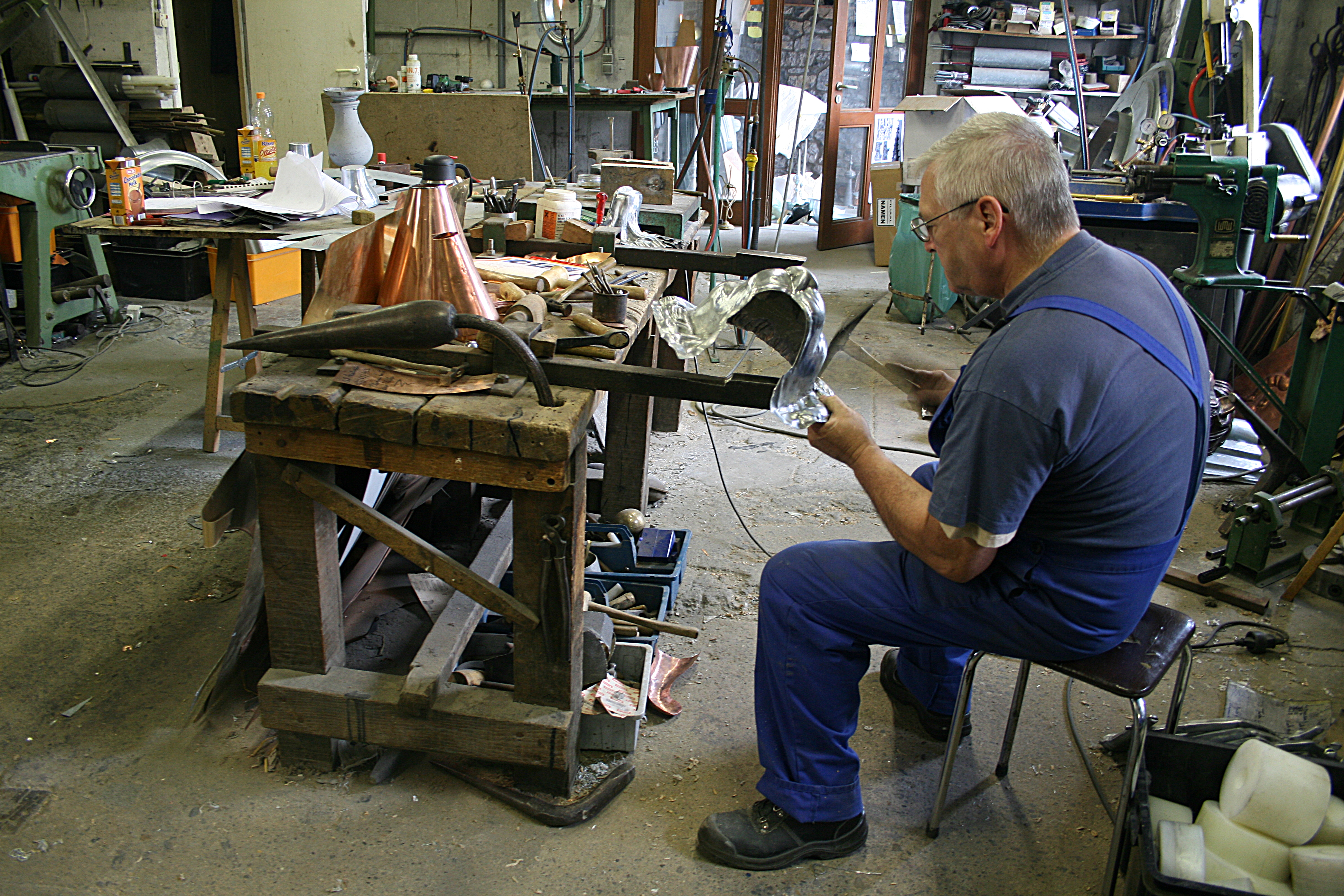
Kupferschmiede (Dinandier) bei der Arbeit im letzten Messinggeschirr in Dinant (Belgien).

Ein Kupferschmied, in frühneuhochdeutscher Sprache auch Kesselmacher genannt, ist ein Handwerker. Im ursprünglichen Sinne fertigt er durch Treiben verschiedene Gebrauchs- und Ziergegenstände aus unlegiertem Kupfer und Kupferblech: Gefäße für den Küchengebrauch, Käsekessel, Sektkühler, sakrale Kunstobjekte, Schmuck, Reliefs, Statuen und Dachabdeckungen. Bis eine aus Kupferblech getriebene Gugelhupfform als fertiges Werkstück die Kupferschmiede verlässt, braucht es 40.000 Hammerschläge.
Carl Alexander Heideloff beschreibt in seinem 1834 veröffentlichten Werk Das goldene Ehrenbuch der Gewerke und Zünfte im Kapitel Der Kupferschmidt die von ihm ausgeführten Arbeiten wie folgt:

„Die Arbeit der Kupferschmidte ist sehr mannichfaltig; ausser ihrer Werkstatt arbeiten sie auch auf Thürmen, Kuppeln und Pallästen, welche sie mit Kupferplatten belegen; sie versehen die Gebäude mit kupernen Rinnen und Schläuchen, Kupferbedachung wird für die dauerhafteste aller andern Arten gehalten. Sie machen auch große Braupfannen, deren manche 30 – 40 Zentner wiegt; sogar Särge von Kupfer sind schon gemacht worden. Mit Vergnügen betrachtet man in wohlgeordneten Küchen die dem Golde gleich blank gescheuerten Wasserbutten, Stützen, Fleischschaffe, Zuber, Fisch-, Wasch- und Schwankkessel, die netten Bekken, Torten-Model und Scharte, die soliden Leuchter und Lampen und noch eine Menge anderer Kupfer-Geräthe.“

Im Gegensatz zum Eisen verarbeitenden Schmied bearbeitet der Kupferschmied seinen Werkstoff kalt. Lediglich zum Weichglühen wird Hitze angewendet, traditionell mit Hilfe einer Esse. Typische Werkzeuge sind: Amboss, Schraubstock, Beiß- und Schneidzange, Kugelhammer, Schlichthammer, Schweiffhammer, Sickenhammer, Stemphammer, Spannhammer, Treibhammer, Polierhammer, Feilen, Schabeisen, Grabstichel, Meißel und Lötkolben.
Im Zuge der industriellen Veränderung und der damit einhergehenden Nachfrage nach verfahrenstechnischen Apparaten begann der Kupferschmied, auch Druckbehälter, Kolonnen, Wärmetauscher, Rührkessel, Autoklaven und Reaktoren zu bauen. Dabei wird das Kupfer auch mit zur Hilfenahme einer Acetylen-Sauerstoff-Flamme warm umgeformt, um den teils hohen Umformgrad zu erreichen, beispielsweise beim Schmieden von Bundkragen, Aushalsungen an Böden oder Zargen und bei der Ausfertigung schmiedeeiserner Stutzen. Zudem wurden die Kupferbauteile erst durch Gasschmelzschweißen und später mit dem Verfahren WIG-Schweißen mittels Hitze stoffschlüssig gefügt. Durch diesen technischen Fortschritt wandelte sich der Kupferschmied zum Kupferschweißer, der durch die rasante Ausweitung des Werkstoffgebiets, insbesondere in den für die chemische Industrie arbeitenden Betrieben, mehr und mehr die Rolle des klassischen Schmieds ablegte und die eines Schweißers annahm.

## Kupferschmied: Unterschiedliche Berufsbezeichnungen im Laufe der Jahrhunderte
- Kessler oder Kesselmacher: In frühneuhochdeutscher Sprache bis Mitte des 15. Jh.[13]
- Kupferschläger: Bis zum 19. Jh., vornehmlich in Niedersachsen.[14]
- Als eine Art von Kupferschmieden bezeichnete das Krünitzlexikon in der Zeit von 1773 bis 1858 die Kesselflicker.[15]

Durch die berufliche Neuordnung in Industrie und Handwerk (siehe auch Kapitel Der Ausbildungsberuf Kupferschmied):
- Anlagenmechaniker mit den Fachrichtungen Apparatetechnik sowie Versorgungstechnik (1987)
- Behälter- und Apparatebauer (1998)

Weitere Bezeichnungen: Kupferkesselschmied, Kupferkessler, Koopersläger, Kupfer-Hammerschmied. Veraltete Bezeichnungen/Schreibweisen: Kupfferschmidt, Kupferschmid.
- Wilhelm Polzer, Polizeikommissar in Wien, beschreibt in seinem im Jahre 1922 publizierten Gaunerwörterbuch für den Kriminalpraktiker die in der Ganovensprache für einen Kupferschmied verwendeten Ausdrücke: Gordelmelochner = Kupferschmied, Kesselflicker; Harta/Hartas = Schmied, Kupferschmied.[17]
- Kalderasch, Kalderaš leitet sich vom rumänischen Wort căldărar „Kesselschmied, Kupferschmied“ ab (von căldare „Kessel“). Es ist die Bezeichnung einer (Berufs-)Gruppe der Roma.[18]
- „’s Kopferschmeds“ wurden die Nachkommen des Kupferschmieds Anton Schierscher-Tschetter (1813–1900) genannt, die ebenfalls das Kupferschmiedehandwerk erlernt und ausgeübt haben (mindestens drei Generationen), allesamt Mitglieder eines Familienzweiges des alteingesessenen Schaaner-Geschlechts, einer bedeutenden Familie in der Liechtensteiner Grafschaft Vaduz.[19]

## Der Kupferschmied im Wandel der Zeit

### Der Ursprung des Kupferschmiedens
Die Geschichte des Kupferschmiedens beginnt mit der Verfügbarkeit des Werkstoffes Kupfer. Als ein in der Natur elementar vorkommender Reinstoff, zählt es, neben Gold, zu den ersten von Menschen gezielt bearbeiteten Metalle. Die ältesten, aus gediegenem Kupfer hergestellten Schmuckplättchen wurden im anatolischen Çayönü ausgegraben und auf das 8. Jahrtausend v. Chr. datiert. Circa 7.500 Jahre alte Kupferwerkzeuge, wie Äxte und Meißel, wurden an den serbischen Fundplätzen Pločnik und Krvije ausgegraben.
Der Übergang von der Steinzeit zu den Metallzeiten begann von ca. 7000 v. Chr. an in Vorderasien. Während der Kupfersteinzeit (5500 bis 2200 v. Chr.), in Vorderasien „Chalkolithikum“ genannt, entwickelte sich der Kupferbergbau und grundlegende Techniken der Kupfer-Metallurgie insbesondere in Südosteuropa und dem Nahen Osten, wodurch sich wiederum die Kupferverarbeitungstechnologien, der handwerkliche und kreative Umgang mit dem Ausgangsmaterial und schließlich das Kupferschmiedegewerbe entfaltete.
In Iran sind Artefakte aus kalt gehämmertem Kupfer seit dem präkeramischen Neolithikum (frühe Jungsteinzeit) bekannt. Berühmt ist die Werkstatt eines Kupferschmieds aus Tappe Ghabrestan, datiert in die erste Hälfte des 4. Jahrtausend vor Christi. Es wird vermutet, dass es sich bei den frühbronzezeitlichen Kuppelöfen aus Shahdad um Anlagen zur Verhüttung von Kupfer handelt. Wahrscheinlich war das Kupferschmiedehandwerk in Arisman, wo seit 2000 regelmäßige Feldforschungen des in Teheran ansässigen Deutschen Archäologischen Instituts stattfindenden, eine saisonal begrenzte, möglicherweise von Gruppen durchgeführte Tätigkeit, insbesondere der Spezialwissen erfordernde Verhüttungsvorgang. In der ehemaligen, in der heutigen iranischen Provinz Fars gelegenen Stadt Tal-e Malyan, einem der zentralen Fundorte der protoelamischen Zeit, lassen sich annähernd vierzig handwerkliche Tätigkeiten nachweisen, die in kleinen Werkstätten innerhalb einzelner Wohnhäuser ausgeführt wurden. Nichts deutet auf die Existenz von in Vollzeit arbeitenden Spezialisten hin. In dem ebenfalls zeitgleichen, jedoch kulturell anders orientierten Tappe Hesar hatte man sich auf die Verarbeitung und den Handel mit Lapislazuli spezialisiert, wobei auch Keramik und Kupfergeräte hergestellt wurden.
Das Kupferschmiedehandwerk ist somit eines der ältesten metallverarbeitenden Handwerke der Menschheitsgeschichte. Der wohl bekannteste Mensch der Kupferzeit ist der als Kältemumie erhaltene Ötzi, der um 3300 v. Chr. lebte und bei seinem Tode ein fast vollständig erhaltenes Kupferbeil mit sich trug.

### Ab dem 3. Jahrtausend vor Chr.
Die Kupferschmiedekunst wurde seit dem 3. und 2. Jahrtausend v. Chr. von den Assyrern, später in größerer Vollendung von den Griechen betrieben. Bereits im Alten Ägypten hatte der Beruf des Kupferschmieds ein staatlich anerkanntes und entsprechend gewürdigtes Ansehen, wie der Papyrus Wilbour deutlich macht: „[…] mindestens in der 20. Dynastie wurde die Zuweisung von Feldern nicht nur an Soldaten durchgeführt, sondern auch an andere Berufe, wie Hirten, Honigsammler, […] Kupferschmied […].“ Der britische Ägyptologe John Romer erzählt in seiner vor etwas über 3000 Jahren, zur Zeit der Ramessiden, spielenden, wissenschaftlichen Publikation, Sie schufen die Königsgräber, die Geschichte der altägyptischen Arbeitersiedlung Set Maat, dem heutigen Deir el-Medine, in der Nähe der ehemaligen Hauptstadt Ägyptens Theben gelegen. Seine Erzählung erwähnt an mehreren Stellen einen Kupferschmied namens Pecha-ru. Im 11. Jahrhundert v. Chr. soll sich im ägyptischen Theben ein Pharaonengrabraub-Komplott zugetragen haben, wo bei der Plünderung der Grabstätte unter anderem auch Kupferschmiede beteiligt gewesen sein sollen. Gerichtsprotokolle, bekannt als Papyrus Abbott, sollen ein Beweis dafür sein.
Hermann Junker (1877–1962), beschreibt in seinem, im Jahre 1936 erschienenen dritten Bericht über die „Grabungen auf dem Friedhof von Giza“, dass sich in Felskammern der archäologischen Fundstätte Abusir Darstellungen von Szenen des täglichen Lebens zu Beginn der 5. Dynastie finden: Unter anderem „Kupferschmiede bei der Arbeit“. Im Jahre 2009 fanden französische Archäologen vom Institut für archäologische Forschungen in Ägypten in Ain Suchna eine Werft aus der Pharaonenzeit, in der Kupferschmiede ihrer Arbeit nachgingen. In dem 1915 erschienenen Werk des Kunsthistorikers und Museumsfachmanns Wilhelm von Bode (1845–1929) Forschungen aus den königlichen Museen zu Berlin beschreibt der Ägyptologe Heinrich Schäfer (1868–1957) im Kapitel Ägyptische Zeichnungen auf Scherben, die dargestellten Kupferschmiede: […] Und die treffliche Skizze der Kupferschmiede beim Treiben eines großen Kruges […] können aus den bewegten Szenen stammen, die uns das Leben der Ägypter der 18. Dynastie in den Gräbern der Scheich Abd el-Qurna und Qurnet Murrai so entzückend schildern.
Vučedol war eine Siedlung von Landarbeitern, Viehzüchtern, Jägern und Kupferschmieden, die von 3000 bis 2200 vor Christus ihr goldenes Zeitalter erlebte. Vučedol ist eine bedeutende archäologische Fundstätte und heutzutage ein Ortsteil der kroatischen Stadt Vukovar in der auch das Museum der Vučedol-Kultur ansässig ist.
Im Römischen Reich gehörten Kupferschmiede einem zunftähnlichen Zusammenschluss der Handwerker an, dem collegia opificum. „[…] Aus alten Schriften wissen wir, dass die Kupferschmiede mit ihrem Lärm“ (Anm. hervorgerufen durch das Bearbeiten eines Kessels mit einem Hämmerchen, wobei den Bruchteil einer Sekunde einen Schlag vom nächsten trennt) „eine ständige Begleiterscheinung in den Straßen Roms waren.“ In der antiken Metropole Roms lebten die Kupferschmiede, wie auch andere Handwerker, im dicht besiedelten Stadtviertel Subura.
Die Bezeichnung Kupferschmied wurde bereits um 1200 vor Christus von den Hethitern als Parabel in einer Weisheitsgeschichte verwendet.

### In der Bibel und in der Theologie
In der Bibel wird im 1. Buch der Könige (1 Kön 7,13–45) von einem Hiram von Tyrus berichtet (nicht zu verwechseln mit Hiram, König von Tyros): „[…] der war ein Kupferschmied, voll Weisheit, Verstand und Kunst in allerlei Kupferarbeit. Der kam zum König Salomo und machte ihm alle seine Werke.“
An anderer Stelle (2. Timotheus 4,9–22 SCH51) wird Alexander der Kupferschmied erwähnt: „[…] er hat mir viel Böses erwiesen; der Herr wird ihm vergelten nach seinen Werken.“
Im 2. Buch der Chronik, deren Handlung größtenteils parallel zum 2. Buch der Könige verläuft, heißt es in 2 Chronik 24: „Der König und Jojada übergaben das Geld den Meistern, die für die Bauarbeiten am Tempel verantwortlich waren. Diese stellten Steinmetzen und Zimmerleute sowie Eisen- und Kupferschmiede an, die den Tempel renovieren und alle Schäden beseitigen sollten.“
Das Grundgefühl einer nicht aufzuhebenden Differenz zwischen dem, was die theologischen Lehre zu verkündigen hat, und dem, was das Theater als Schein vor Augen führt, artikuliert der Patriarch von Konstantinopel und Kirchenvater Johannes Chrysostomos (349-407) im 4. Jahrhundert in einer Predigt, in der in einer Theateraufführung ein als König maskierter Kupferschmied mitspielt:
„Solange die Zuschauer dasitzen und die Aufführung dauert, so lange sind auch die Masken in Geltung; kommt aber der Abend, dann ist das Spiel zu Ende und alle gehen nach Hause. Dann werden die Masken beiseitegelegt, und der bei der Darstellung ein König war, entpuppt sich jetzt vielleicht als ein Kupferschmied. Die Masken sind abgelegt, die Täuschung ist vorüber, die Wahrheit tritt zutage. […] So geht es auch am Ende dieses Lebens. Das gegenwärtige Leben ist wie ein Theater. Armut und Reichtum, Herrschaft und Dienstbarkeit und dergleichen, überhaupt die Schicksale dieses Lebens sind nur Schein. Einst aber wird dieser Tag vorüber sein. […] Dann ist das Spiel zu Ende, die Masken sind abgelegt, und geprüft wird dann ein jeder und seine Werke. […] Und wie man bei uns nach dem Schluss des Theaters, wenn man […] den Gelehrten im Schauspiel jetzt als Kupferschmied wieder sieht, seine Verwunderung äußert und sagt: Ei, war der da im Theater nicht ein Gelehrter, und hier sehe ich jetzt, dass er ein Kupferschmied ist! War jener im Theater nicht ein König, und nun sehe ich, dass er ein ganz geringer Mann ist! - so wird es auch einst in der anderen Welt gehen.“

### Als Schutzpatron und Nothelfer
Carl Alexander Heideloff benennt in seinem Werk Das goldene Ehrenbuch der Gewerke und Zünfte Eligius von Noyon als den Schutzpatron der Kupferschmiede. Der Anfang des Kapitels Kupferschmied zeigt eine Lithografie von ca. 1835, darauf der „Ehrenfahnen Traeger der Kupferschmidte“. Die Ehrenfahne trägt die Farben Kupferrot und Gelb, worauf mittig Eligius von Noyon als Schutzpatron dargestellt ist. Seitlich vom Träger ist das Zunftwappen abgebildet.
Andere Quellen nennen den Heiligen Veit als Schutzpatron der Kupferschmiede. Das Haus Zauner, in der Dr. Imhof Straße Nr. 10 in Berchtesgaden war früher eine Kupferschmiede. In einer spitz zulaufenden Nische am Eckpfeiler des Hauses, steht, in einem Kupferkessel und von einem kunstvollen Kupferdach geschützt, eine farbig gefasste, aus Gips gegossene Figur des Hl. Vitus. Die Figur wurde um 1926 angebracht und beim Neubau des Hauses 1960 wieder in die Fassade integriert.
Darüber hinaus finden der heilige Maurus und der heilige Benedikt von Nursia als Patrone der Kupferschmiede Verehrung.

### In der griechischen Mythologie
„Bei den alten Völkern mußten die Opfer-Messer von Kupfer seyn. Ovid legt der Medea eine aus Kupfer geschmidtete Sichel bei. So waren auch die Schutzwaffen der alten Griechen, Perser, Phönizer von Kupfer und Pausanias schreibt, daß solche selbst bei den Römern noch zur Zeit des Servius Tullius nicht von Eisen, sondern von Kupfer gewesen wären; Hesiod und Isodorus beweisen, daß man sich sogar eines Pflugs von Kupfer beim Ackern der Felder bedient habe.“
Seit alter Zeit berichten zahlreiche Kulturen vom handwerklichen Geschick und der dadurch herausgehobenen, gesellschaftlichen Stellung des Schmieds. In den Texten wird, neben dem Eisen, auch von geschmiedetem Kupfer berichtet.

### Im Mittelalter, in der Renaissance und in der Neuzeit

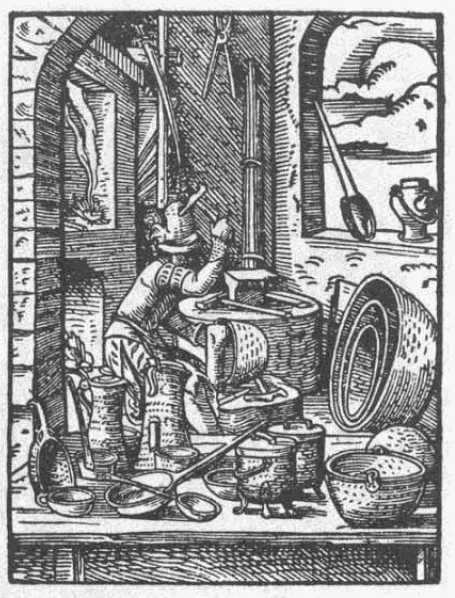
Kupferschmied, historische Darstellung aus dem 16. Jahrhundert

Im Mittelalter zählte der Kupferschmied zu den verbreiteten Berufen.
Im Goldenen Ehrenbuch der Gewerke und Zünfte heißt es:

„Kupferschmidte kommen zu Nürnberg im 14. Jahrhundert vor und waren damals von den Keßlern verschieden, deren Geschäft sich schon durch ihre Benennung ausspricht. 1462 verfertigte ein Nürnberger Kupferschmidt, Namens Sebastian Lindenast die Bilder oder Figuren zum Uhrwerke auf dem Portal der Marienkirche, und noch heutigen Tages hat Nürnberg geschickte Meister unter seinen Kupferschmidten aufzuweisen.“

Die Belebung der Kunsttechnik im Mittelalter und Renaissance stellte auch an die Kupferschmiedekunst höhere Aufgaben. Wasch- und Kühlgefäße, Vasen und Jardinièren wurden in Kupfer getrieben und zudem reich ornamentiert. Erstmals werden kupferne Bettwärmer, dem Vorgänger der Wärmflasche, hergestellt. Für den kirchlichen Gebrauch wurde aus starkem Kupferblech Kelche, Ciborien, Peristerien, Vortrag-, Altar- und Reliquienkreuze, Hostienbüchsen, Reliquienbehälter in Form von Köpfen, Büsten, Händen, Füßen usw., Relieffiguren zum Schmuck von Tragaltären, Tabernakeln, Monstranzen, Ostensorien, Krümmen für Bischofsstäbe getrieben oder auch über Holzkernen gehämmert, um ihnen die beabsichtigte Gestalt und Plastizität zu geben. Zudem wurden sakrale Gegenstände meist vergoldet.
Das zu jeder Zeit vielseitiges Wirken eines Kupferschmieds drückte der deutsche Spruchdichter Hans Sachs in seiner Schrift Eygentliche Beschreibung Aller Stände auff Erden, wie folgt aus: „Ich mach auff hohe Thürn dir Knöpff, Eymer damit man Brunnen schöpfft, Badkeßll, Trög vnd die Badwannen, Feuivr Kuffen, Breuivkeßl. Pfannen, Klein und groß Kessel zu dem waschen, Hellhäffn, Külkeßl vnd Weinflaschen, Fleischscheffel, Spülnepff, Wasser Stütz, Brennhüt zum Wasser brennen nütz.“
Kupfer und Kupferschmiede sind das Wahrzeichen und der „rote Faden der Geschichte“ von Villedieu-les-Poêles. Gegen 1130 schenkte Heinrich I., Sohn von
Wilhelm der Eroberer, König von England und Herzog der
Normandie, dem Orden vom Spital des heiligen Johannes zu Jerusalem, dem späteren Malteserorden, den kleinen Weiler Sienntre im
Sienne-Tal, der somit zur ersten Komturei Frankreichs wurde. Basierend auf den vom König verliehenen Sonderrechte sicherte der Aufschwung des Kupferhandwerks den Erfolg dieser fortan den Namen Villedieu les Saultchevreuils tragenden Besiedelung. Anfang des 18. Jahrhunderts schätzte der Intendant von Caen die Zahl der Kupferhandwerksmeister, Pfannenschmiede, Kupferschmiede und Kesselmacher auf 80 und die Zahl der Arbeiter in dem Bereich auf 600. Aufgrund ihrer ohrenbetäubenden Arbeit, dem ständigen Hämmern und Schmieden, nannte man die Einwohner „Les Sourdins“, was, abgeleitet von „sourd“ und aus dem Französischen übersetzt, „Die Schwerhörigen“ bedeutet. Aufgrund seiner seit Jahrhunderten währenden Tradition rund um den Werkstoff Kupfer und diesen zu Schmieden, wurde Villedieu-les-Poêles mit dem Stadt und Kunsthandwerk-Label Ville et Métiers d’Ar ausgezeichnet, das 1992 auf Initiative von Kommunalpolitikern im Rahmen eines Vereins gegründet wurde.
Im Jahre 1362 wird erstmals die Stadtuhr des Breslauer Rathauses erwähnt. Der Kupferschmied Petzold verpflichtet sich, die große Stadtuhr lebenslang zu warten. Diese wird in einem vom Meister Swelbel und den Vertretern der Stadt Oppau 1368 abgeschlossenen Vertrag als Breslauer Rathausturmuhr bezeichnet. Die in der Stadt ansässige Kupferschmiede wird erstmalig 1363 erwähnt.
Von den ungarisch-preußischen Handelsbeziehungen mit Kupfer im Mittelalter profitierten auch die Kupferschmiede. In den Stadtbüchern aus dem Deutschordensstaat ist oft über Cuprifaber oder Cupersleger (Kupferschmiede) zu lesen.
Im Zeitalter der Spätgotik und der Renaissance genossen die in Nürnberg arbeitenden und sich bei ihrer Arbeit bewährten Kupferschmiede ein Ansehen als (Handwerks-)Künstler. Namentlich aufgeführt in den Nürnberger Ratsverlässe.
Im Spätmittelalter war Nürnberg eines der größten Markt- und Verarbeitungszentren von Kupfer, dessen Versorgung durch die Hütten an der Pegnitz bis nach Thüringen und Böhmen gewährleistet war. Ein weiterer überregionaler Kupferhandelsplatz war Augsburg. Von diesem Einfluss profitierte ebenfalls das Ingolstädter Handwerk. In kleineren und mittleren Städten genügten ein bis zwei Meisterbetriebe, die allein oder mit höchstens einem Gesellen oder Lehrling arbeiteten. Sie waren ohne weiteres im Stande, den lokalen wie den Bedarf des ländlichen Umfeldes abzudecken. Das zum Herzogtum Bayern-Ingolstadt zählende Urbar von 1417 nennt für Ingolstadt drei Kupferschmiede, die zu Fuhrleistungen oder Hofstättenzins verpflichtet waren. Die Gewerbeordnung von ca. 1580 erwähnte Kupferschmiede, um 1636 wird häufiger das „ehrbare Handwerk der Kupferschmiede“ erwähnt und 1835 sind im Gewerbekataster immerhin noch zwei Kupferschmiede, Joseph Zoetl und Ander Remold, verzeichnet.
Sebastian Lindenast der Ältere war ein deutscher Kupferschmiedemeister. 1513 verlieh ihm Kaiser Maximilian I. das Vorrecht, die von ihm gefertigten kupfernen Gefäße und Schalen zu vergolden. 1509 entwarf Lindenast für die zweite Kunstuhr der Nürnberger Frauenkirche die prächtigen Figuren des Männleinlaufens. Neben anderen, namentlich ebenfalls bekannten Meistern wurde er verpflichtet, die Figuren aus Kupferblech zu treiben, zu versilbern und teilweise zu feuervergolden.
1578 gründeten die in Aachen und Umgebung ansässigen Kupferschmiede ein eigenes Ambacht mit 56 Mitgliedern. Sie verarbeiteten die Halbfabrikate der reichen Kupfermeister und waren nicht selten von ihnen und von dem auf ihren Kupferhöfen produzierten Messing abhängig.
Eine wichtige Rolle spielte das Kupfer bei der Technik des Grubenschmelzes. Auch bei emaillierten Geräten wurden die sichtbaren Kupferteile vergoldet. Die Renaissance bevorzugte den Erzguss und die Edelschmiedekunst, wodurch die Kupferschmiedekunst in den Hintergrund gedrängt und auf die Anfertigung von Gefäßen und Geräten für den bürgerlichen Gebrauch beschränkt wurde.
Erst im Jahre 1608 erhielt ein Kupferschmied den Auftrag, für den Zeitglockenturm in Bern „grosse runde kupferine schyben, daruff die buchstaben gemalen“ anzufertigen. Obschon der in der Berner Altstadt stehende Turm bereits 1220 fertig gestellt wurde, bestand fast 400 Jahre lang kein Bedarf für gut lesbare Zifferblätter. Das akustische Zeitsignal der Glocke genügte.
Im Jahre 1618 wurde die bereits 1577 vom Rat der Stadt Freiberg beschlossene Erhöhung des auf dem Obermarkt stehenden Rathausturmes „in seiner Mauerung um 13 Ellen“ umgesetzt. Den Kupferbeschlag für das Dach lieferte der Kupferschmied Gajpar Auermann. Ebenfalls mit den Arbeiten beschäftigt war der Kupferschmied Caspar Starke.
Um das Jahr 1647 arbeiteten die beiden Kupferschmiede Hans Pulle und Theophil Rauer am Kupferhammer Thießen. Ob der mit der Gründung des Kupferhammers in Verbindung gebrachte Kupferschmiedegeselle „Salomon“ bereits 1603 dort arbeitete, ist nicht sicher belegt.
Im Jahr 1690 wurde im tschechischen Český Krumlov (deutsch, Krumau) der Turm des gleichnamigen Schlosses gründlich restauriert. Der mit den Arbeiten beauftragte Hauptmeister war der Kupferschmied und Bürger Jan Steckel, dem drei Arbeiter zur Seite standen. Die Schindeldeckung von Dächern und Überdachungen wurde durch Kupferbleche ersetzt, die aus Jindřichův Hradec (deutsch, Neuhaus) beschafft wurden. Zudem wurde aus Kupfer ein neuer Hauptturmknopf mit Wimpel und gehämmerten Wappen gefertigt, die das eggenbergische und schwarzenbergische Adelsgeschlecht zeigten.
Das im Landkreis Nürnberg bei Weißenbrunn befindende Heidenloch, eine künstlich geschaffenen Abbauhöhle, entstand durch den seit Jahrhunderten dort abgebauten Silbersand (Poliersand). Dieser wurde mit Wagen, Schubkarren und in Säcken in die umliegenden Dörfer und Städte, vor allem auch nach Nürnberg gebracht. Moritz Hoffmann, Professor der Medizin und Botanik an der nürnbergischen Universität Altdorf, berichtet in seiner 1694 in lateinischer Sprache erschienenen „medizinisch-botanischen Beschreibung des Moritzberges“, dass der in der Höhle gewonnene feine Sand nach Nürnberg an die Kupferschmiede zum Polieren des Kupfers gebracht würde.
In den Jahren 1695–1750 und 1913 waren im Bürgerbuch der seinerzeit deutschen Stadt Küstrin, dem heutigen Kostrzyn nad Odrą, 48 Einwohner mit dem Beruf Kupferschmied eingetragen. In der Gemeinde Alt-Drewitz waren es 13 Kupferschmiede in den Jahren 1939/40.
Dort wo es Brauereien gab, war die Handwerkskunst der Kupferschmiede gefragt. Beispielsweise zur Herstellung und zur Reparatur von Sudkesseln, Kühlschiffen und Destillierapparaten. Ein Beispiel dieser beruflichen Verbindung ist der Bamberger Kupferschmied Christian Schulz, der Begründer der Schulz-Dynastie. Der seinerzeit bedeutendste Auftrag war die Dacheindeckung der Türme des Bamberger Doms nach den Plänen von Johann Jakob Michael Küchel in den Jahren 1765–1767. Bei den Schlussarbeiten verlor Kupferschmiedemeister Tobias Schulz, Enkel von Christian Schulz, am 31. Dezember 1767 durch den Sturz vom Südostturm sein Leben. Er wurde im Kreuzgang des Domes begraben.
Nach einer handgroßen Skizze von Johann Gottfried Schadow und nach einem von den Gebrüdern Wohler aus Holz gebauten Pferdemodell trieb der Hofkupferschmied Wilhelm Ernst Emanuel Jury (1756–?) im Jahre 1794 die das Brandenburger Tor krönende Quadriga in Kupfer. Beschrieben ist der Bau der Quadriga in dem Familienblatt Die Gartenlaube, Jahrgang 1888, Heft 27, S. 467, „Das Viergespann auf dem Brandenburger Thore“.
Einen besonders guten Ruf genossen die Kupferschmiede der mittelalterlichen belgischen Stadt Dinant, weil sie nicht nur gewöhnliche Gebrauchsgegenstände, sondern auch Figuren, Leuchter, Kandelaber, Chorpulte für Kirchen aus Kupfer- und Messingblech hämmerten. Ende des 17. Jahrhunderts kam man, um den teuren Bronzeguss zu vermeiden, auf den Gedanken, Kolossalstatuen aus Kupferplatten herzustellen, die über einem Holzmodell geschlagen und dann vernietet wurden. Der 10 m hohe, auf der Wilhelmshöhe bei Kassel stehende Herkules ist ein Beispiel für diesen Zweig der Kupferschmiedekunst, der später durch Georg Ferdinand Howaldt wieder belebt und vervollkommnet wurde. Zwischen 1713 und 1717 fertigte der Augsburger Kupferschmied Johann Jacob Anthoni (* 29. September 1688 in Brötzingen; † 22. August 1750 ebenda) den Herkules, bei dem es sich um eine der weltweit frühesten, aus Kupfer getriebenen Kolossalstatuen handelt. Die Kupferbleche, aus denen Anthoni den Herkules schuf, wurden im Messinghof in Kassel geschmiedet. Im Jahre 2013 erhob die UNESCO den Kasseler Herkules zum Weltkulturerbe.
Der Heimatforscher Konrad Knebel beschreibt in den Mitteilungen des Freiberger Altertumsvereins die Bedeutung der Zunft der Kupferschmiede für die Stadt Freiberg. […] „Im Jahre 1824 gab es nur vier Kupferschmiede.“ […] „Ein hervorragender Erwerbszweig war in der Bierbrauerei.“ […] „Wer den Vorzug genoss, als Ratskupferschmied beschäftigt zu werden, hatte daher sein gutes Auskommen.“ […] „Und was bedurfte das Haus alles in Kupfergeräten! Bei der Ausstattung der Tochter wurde der Kupferschmied hervorragend in Anspruch genommen. War doch das Kupfergerät der Stolz der Hausfrau bürgerlichen Standes […].“ Knebels Beschreibung umfasst den Zeitraum von 1384 bis 1843 und schließt im letzten Kapitel mit der namentliche Erwähnung der in jener Zeit in Freiberg wirkenden Kupferschmiedemeistern.
Um ihre Geschäftsinteressen gemeinschaftlich zu fördern, schlossen sich bereits im frühen Mittelalter Kupferschmiede zu fachlichen Interessenvertretungen zusammen. Aus diesen Zünften gingen im Laufe der Zeit die Innungen hervor. Beispiele:
- 1592, Innung für das Kupferschmiedehandwerk, den Apparate- und Rohrleitungsbau zu Hamburg.[87][88]
- 1733, Gründung der Kupferschmiede-Innung (neben zahlreichen anderen Handwerksinnungen) am Zerbster Fürstenhof.[89]
- 1900, Behälter-, Apparatebauer- und Kupferschmiede-Innung, Handwerkskammer Karlsruhe.[90]
- Behälter-, Apparatebauer- und Kupferschmiede-Innung Baden-Württemberg.[91]

Wo Kupfermühlen bestanden, bildeten die Kupferschmiede mit den Hammerschmieden eine Zunft und hießen im Gegensatz zu diesen Werkstätter. Die Kupferschmiede in Cerdon gilt als eine der letzten Kupfermühlen Europas, die noch bis 2010 an ihrem ursprünglichen Standort produzierte.
Der auf das Jahr 1482 zurückgehende Tobiashammer in Ohrdruf wurde 1816 von den Kupferschmieden D. F. Daniel und J. F. Marquardt übernommen. 1839 erfolgte der Verkauf an den aus Gotha stammenden Kupferschmiedemeister Carl Maelzer. Die auch heutzutage noch durch die Kraft der Ohra über vier Wasserräder angetriebene Schau-Schmiedehammeranlage mit ihren fünf funktionstüchtigen Fallhämmern, einem Walz-, Schleif- und Pochwerk, sowie Glühöfen, ist seit 1983 ein technisches Denkmal und Museum.
Der deutsche Komponist, Dirigent, Gesangspädagoge und Violinist Louis Spohr erzählt in seinen in den Jahren 1847 bis 1858 entstandenen Lebenserinnerungen (Erstdruck 1860/61) in dem am 1. Februar 1817 beginnenden Kapitel „Neapel“ von den dort auf der Straße arbeitenden Handwerkern, unter denen sich auch Kupferschmiede befänden.
Im Jahre 1875 erhielt der Kupferschmied Johannes Ulrich Amsler über einen Verpflichtungsschein den Auftrag, […] das Dach des an den Grimmenturm angrenzenden Nebengebäude so mit Känneln zu versehen, dass das Wasser von demselben, dem zum Turm gehörigen Höfli unbeschadet, auf die Strass oder in den Abzugsgraben ablaufen kann.

### Erfinder und Hersteller von Feuerspritzen
Kupferschmiede waren seit jeher an der Erfindung, der Herstellung und der Reparatur von Feuerspritzen beteiligt. Diese mit Muskelkraft zu betreibenden Feuerlöschpumpen wurden zur Brandbekämpfung eingesetzt. Des Kupferwertes wegen nahmen die Kupferschmiede auch alte Feuerspritzen in Zahlung. Ein bedeutender Hersteller von Feuerspritzen war Otto Hermann Koebe (1852–1932), der 1878 Luckenwalde eine Metallgießerei mit Kupferschmiede zur Pumpenherstellung gründete. Nach dem Neubau einer Fabrik im Industriegebiet stellte er die ersten Saug- und Druckspritzen, später auch Dampfspritzen und Elektro-Motorspritzen her, woraus sich das „Feuerlöschgerätewerk Hermann Koebe“ entwickelte. Für die Abprotzspritze „Triumph“, die von nur einem Mann bedient werden konnte, erhielt er am 3. März 1905 sein erstes Patent. Koebe-Produkte wurden weltweit eingesetzt. Am 11. Juni 2008 feierte das Unternehmen sein 130-jähriges Firmenjubiläum.
Beispiele von Erfindungen, Herstellungen und Reparaturen (Auswahl)
- 1702 kaufte die Stadt Bad Säckingen einer Feuerspritze von dem Kupferschmied Michael Costanzer, Bürger zu Biberach an der Riß.[103]
- 1722 lieferte der Feuerspritzenmacher und Kupferschmied Noa Kurt Hardten aus Biberach an der Rieß dem Klosteramt Maulbronn seine erste „einfache mittelmässige grosse Feuerspritze“ zum Preis von 180 Gulden, einschließlich Lederschläuchen.[104]
- Hans Jakob Wirz (1705–1764), Kupferschmied und Obmann, erfand ein Pumpwerk sowie eine Feuerspritze, die zugleich als Schlag-, Wend-, und Schlauchspritze gebraucht werden konnte. 1741 erteilte ihm der Rat das obrigkeitliche Privileg für die Herstellung solcher Spritzen im Kanton Zürich innerhalb der nächsten 25 Jahre. 1746 erhielt er vom Stadtrat den Auftrag, acht neue Schlauchspritzen zu liefern. 1760 unterstützte er den Torfabbau in den Basler Landgemeinden, indem er zu diesem Zweck Wasserpumpen einrichtete.[105]
- Der Kupferschmied Anton Offburger aus Engen/Hegau fertigte 1792 eine Feuerspritze für den Betreiber des Wirtshaus Krone in Tiefenstein, Johann Mayer (1756–1816). Dieser beauftragte einen Maler damit, auf der Vorderseite der Feuerspritze folgenden Spruch aufzutragen: Gegenwärtige Feuerspritzen ist dem Herrn Johannes Mayer Wirth auf dem Eisenhammer in Diefenstein gehörig nächst Gerwihl 1792. Die Feuerspritze ist Teil einer Sonderausstellung im Görwihler Heimatmuseum.[106]
- Johann Conrad Fischer (1773–1854) ließ sich im väterlichen Betrieb zum Kupferschmied und Feuerspritzenmacher ausbilden.[107] Seit 1760 fertigte man dort Feuerspritzen. Beispiele: 1820 eine Feuerspritze für die Gemeinde Uesslingen;[108] 1824 eine Feuerspritze (Einzelstück);[109] 1824 eine Feuerspritze (Einzelstück) an die Gemeinde Altdorf,[110] 1825 eine Handfeuerwehrspritze.[111] Die während seiner Zeit als Unternehmer hergestellten Feuerspritzen sind in seinen Tagebüchern aufgeführt.[112]
- 1818 fertigte der in Schweinfurt ansässige Kupferschmied Christof Ernst Krackhardt eine Handdruckspritze. Diese wurde in einem kleinen Dorf im Steigerwald gefunden und dem Feuerwehrmuseum Mechenried zur Ausstellung übergeben.[113] 1824/25 konstruierte Krackhardt für die Schweinfurter Feuerwehr zwei neue mit Windblasen versehene Tragspritzen um fl. 280 und fl. 240 und nahm dafür zwei alte, stoßweise arbeitende Spritzen um fl. 75 zurück.[114]
- Im Sommer 1828 hatte der Gemeinderat von Wädenswil den Mechaniker Ulrich Schenk (1786–1845) aus Worblaufen mit dem Bau der neuen Spritze beauftragt. An Martini sollte das Gerät eintreffen. Der Winter hielt Einzug und noch immer warteten die Wädenswiler auf die bestellte Feuerspritze. Der hiesige Kupferschmied Suter traute dem Berner Mechaniker nicht mehr und fertigte auf eigene Rechnung eine Feuerspritze an. Diese wurde im Dezember 1828 in Betrieb genommen.[115]
- 1844 erhielt der Kupferschmied Johann Georg Storz aus Tuttlingen in Württemberg eine Patenturkunde für eine Feuerwehrspritze. Er beschreibt seine Pumpe derart, dass sie sowohl bei Hub als auch bei Druck Wasser ansaugen würde.[116]

### Industrielle Revolution: Vom Handwerk zur Industrie
Mit dem Beginn der Industriellen Revolution und bedingt durch die rasante Entwicklung der chemischen Industrie etablierte sich der Kupferschmied durch sein handwerkliches Geschick auch im Apparate- und Behälterbau. Ein Musterbeispiel für den erfolgreichen Wandel vom kupferschmiedenden Handwerker zum Großindustriellen ist der deutsche Kupferschmiedemeister und Erfinder Carl Justus Heckmann, der im Jahre 1819 in Berlin das nach seinem Familiennamen benannte Heckmannwerk gründete.

### Vom Kupferschmied zum Kupferschweißer
Ein weiters Musterbeispiel für die erfolgreiche Entwicklung von der ursprünglichen Handwerkskunst hin zum industriellen Großapparatebau ist der Kupferschmiedemeister Carl Canzler, Gründer des gleichnamigen Unternehmens. In seinem Verständnis führte die natürliche Weiterentwicklung des alten Kupferschmiedegewerbes zum modernen Apparatebau. Gemeinsam mit seinem Werkmeister, Richard Samesreuther (1880–1946), erfand er den Canzler-Draht, der am 1. Oktober 1912 vom Kaiserlichen Patentamt patentiert wurde. Am 14. Juli 1914 erfolgte die Patentierung des Canzler-Drahts durch das United States Patent and Trademark Office. Mit diesem war es erstmals in der Geschichte der Schweißtechnik möglich Kupfer zu schweißen, wobei die Nähte sowohl säurebeständige Eigenschaften aufwiesen, als auch die mechanisch-technologischen Eigenschaften im kritischen Bereich der Wärmeeinflusszone erfüllten. Weil dieses stoffschlüssige Verfahren Schweißen weitaus höhere Festigkeiten gewährleistete, verdrängte der Canzler-Draht das bis dato gängige Fügeverfahren Nieten aus dem Apparatebau. Anfänglich insbesondere bei der Fertigung von Lokomotiv-Feuerbüchsen brachte die geschweißte Kupferverbindung außerordentliche Vorteile gegenüber der genieteten.
Im Laufe der kommenden Jahre entwickelte und perfektionierte Carl Canzler die „Kunst des Kupferschweißens“, wozu auch das Doppelseitige, gleichzeitige Schweißen von Rohrlängsnähten in senkrechter Position zählte; in den Anfangsjahren durch die Technologie des Gasschmelzschweißen mit Acetylen und Sauerstoffflamme. Im Jahre 1946 kam der US-amerikanische Schweißer Russel Meredith erstmals auf die Idee, Wolfram als Elektrodenmaterial und ein Inertgas zum Schutz des Schmelzbades vor der Umgebungsluft zu verwenden. Er nannte das Verfahren Heliarc, woraus sich das WIG-Schweißen entwickelte, dass alsbald auch zum Kupferschweißen dickwandiger Bauteile verwendet wurde, wie beispielsweise aus Kupfer gebaute Reaktoren und Wärmetauscher.
Gleichsam mit der Weiterentwicklung der Schweißverfahren erweiterte sich das Werkstoffgebiet. Bereits im Jahre 1940 verarbeitete die Kupferschmiede Canzler, die sich zu einem Lieferanten für Kunden in der chemischen Industrie entwickelt hatte, neben Kupfer und kupferplattierten Blechen auch Aluminium, Reinnickel und nickelplattiertes Flussstahlblech, Monel, Walzbronze und unterschiedliche Chrom-Nickelstähle wie V2A und V4A, Remanit 1880 SS-Stahl, Deutro-9 SS-Stahl und Thermax 10, die allesamt als Synonym für Rostfreier Stahl stehen. Durch diese industrielle Ausrichtung verwandelte sich der Kupferschmied zum Kupferschweißer, der mehr und mehr die Rolle des klassischen Schmieds ablegte und die eines Schweißers annahm.

## Ausbildungsberuf
Ursprünglich stammt das Berufsbild Kupferschmied aus dem Handwerk. Die erste Ausbildungsordnung trat am 9. Oktober 1939 in Kraft. Gesellen- und Meisterprüfung wurden von der Handwerkskammer abgehalten. Der Industrieberuf Kupferschmied wurde am 1. August 1941 anerkannt.
Die für die betriebliche Berufsbildung in nichthandwerklichen Gewerbeberufen zuständige Stelle im Sinne des Berufsbildungsgesetzes (§71 BBiG) war die Industrie- und Handelskammer die auch die Zwischen- und Abschlussprüfungen abhielt.
Am Ende ihrer Schulzeit vor der Berufswahl stehenden jungen Männern wurde Mitte der 1960er Jahre das Berufsbild des Kupferschmiedes wie folgt erklärt:

„Kupferschmied: Die Bearbeitung von Buntmetallen und ihrer Legierungen, vorab dem Kupfer und Messing, sowie das Verzinnen, Falzen, Bieten, Nieten, Löten, Schweißen von Blechen und Rohren und viel anderes muss dem Kupferschmied geläufig sein, um Trichter, Schöpfer, Pfannen, Waschherdkessel und weitere Gefäße und Geräte herstellen zu können. Viele Fertigkeiten und Kniffe sind zu erlernen. Handwerkliche Begabung und praktische Veranlagung sind für den Erfolg in Lehre und Beruf wichtig. Lehrzeit in Industrie und Handwerk 3 1/2 Jahre.“

Im Zuge der beruflichen Neuordnung wurde am 1. August 1987 der von der Industrie ausgebildete Kupferschmied durch den Nachfolgeberuf Anlagenmechaniker mit den Fachrichtungen Apparatetechnik sowie Versorgungstechnik abgelöst, (gültig bis 1. August 2004).
Entsprechend der Änderung der Kupferschmiede Ausbildungsverordnung (KupfSchmAusbV) ging am 25. März 1998 der vom Handwerk ausgebildete Kupferschmied im Nachfolgeberuf Behälter- und Apparatebauer auf.

## 21. Jahrhundert

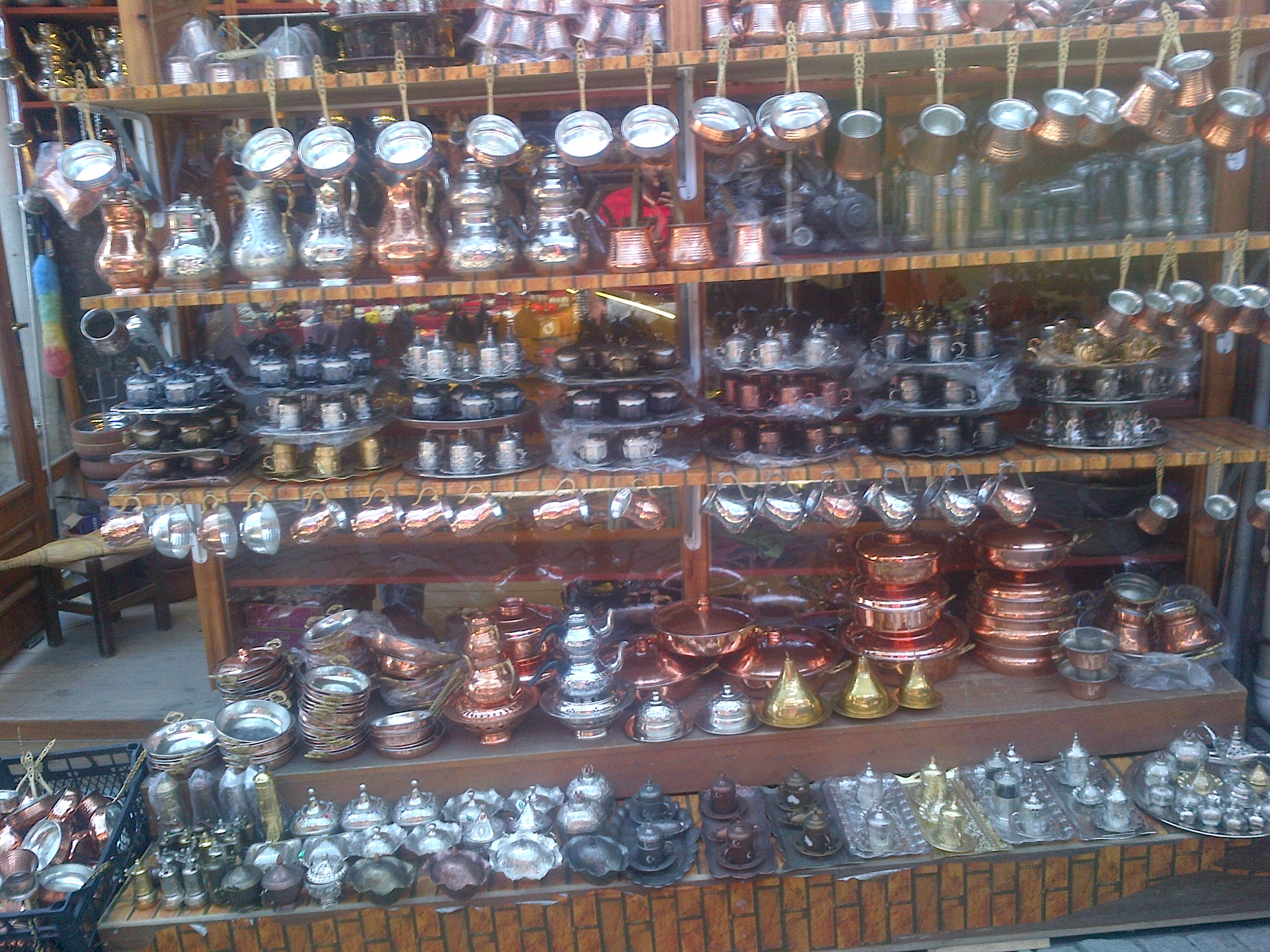
Traditionelles Kupfergeschirr und -besteck in Beypazarı, Türkei.

Insbesondere in orientalischen Ländern, wie Indien und Iran, aber auch in einigen Donauländern ist die handwerkliche Verarbeitung von Kupfer bis heute erhalten geblieben, weil derartige Gegenstände im Alltagsleben Verwendung finden. So werden nach wie vor Kannen, Schalen, Becken, Schüsseln, Lampen und dergleichen mehr in Kupfer getrieben und zur Vermeidung einer durch Oxidation sich mit der Zeit bildenden Patina, nicht zu verwechseln mit Kupfer(II)-acetat, verzinnt. An den Außenseiten werden sie mit Gravuren und Ornamenten verziert, sodass der kupferfarbene Untergrund zum hellgrauen Zinnüberzug einen optisch ansprechenden Kontrast bildet. Eine ebenso wichtige Rolle spielt das Kupfer bei den ostasiatischen Emailarbeiten. Zur Herstellung von Statuen, Leuchtern, Tempelgeräten, Gongs, Spiegeln und dergleichen mehr wird in China, Japan und Hinterindien eine Legierung verwendet, deren Hauptbestandteil Kupfer bildet.
2023 wurde Künste, Fertigkeiten und Praktiken im Zusammenhang mit der Gravur auf Metallen (Gold, Silber und Kupfer) für eine Reihe von Nationen von der UNESCO in die Repräsentative Liste des immateriellen Kulturerbes der Menschheit aufgenommen.

### Aserbaidschan
In Lahıc (auch Lahidsch), einer Siedlung in den aserbaidschanischen Bergen, wurde bereits im 11. Jahrhundert kunstvolles Kupfergeschirr hergestellt. In Lahidsch hergestelltes Geschirr wird in den berühmtesten Museen der Welt ausgestellt, beispielsweise im Louvre. Außerdem haben Archäologen in verschiedenen Regionen Aserbaidschans Kupfermünzen entdeckt, die im Mittelalter in Lahic hergestellt wurden. Im Jahre 1923 gab es in Lahic über 200 Kupferwerkstätten. Im Jahr 2015 wurde die Kunst der Kupferschmiede von Lahidsch in die UNESCO-Liste der Meisterwerke des mündlichen und immateriellen Kulturerbes der Menschheit aufgenommen.

### Bosnien und Herzegowina
Kenan Hidić ist Kupferschmied in dritter Generation und arbeitet in der Werkstatt seiner Familie in der Altstadt von Sarajevo. Das im Basarviertel Baščaršija ansässige Kupferschmiedehandwerk ist ein Erbe der osmanischen Herrschaft, wobei die durch das Viertel führende Kazandžiluk (die Kupferschmiedestraße oder Kupferschmiedegasse), nach den Handwerkern benannt, die die Straße seit dem 16. Jahrhundert säumen.

### China
Einer der seit dem 16. Jahrhundert wichtigsten Handwerkszweige der südostanatolischen Stadt Gaziantep ist die bis heute intensiv bestehende Kupferschmiedekunst. Der an der Kulturstraße Tarih ve Kültür Yolu gelegene, vermutlich im 19. Jh. erbaute, aus einstöckigen Geschäften bestehende Kupferschmied Bazar (Gaziantep Bakırcılar Çarşısı) ist eine historische Einkaufspassage. Die Besonderheit der dort hergestellten Kupferprodukte ist deren handwerkliche Fertigung aus einem einzigen Stück Kupfer. Es werden keine Verbindungsverfahren wie Löten und Schweißen angewendet.
Das Dorf Baita in der autonomen Präfektur Chuxiong der Yi-Nationalität in der südwestchinesischen Provinz Yunnan ist in China als „Dorf der Kupferschmiede“ bekannt. Historischen Aufzeichnungen zufolge ist die Gegend sehr reich an Kupferressourcen. Bereits in der Ming-Dynastie wurde dort in großem Umfang Kupfer abgebaut. Im Jahr 2013 wurde die Kupferherstellung von Baita in die Liste des immateriellen Kulturerbes der Provinz Yunnan aufgenommen. Der in Baita lebende Kupferschmied Wang Zixing (* 1953) ist der Überlieferer dieses immateriellen Kulturerbes. Schon im Alter von 16 hat er begonnen, die Technik von seinem Vater zu erlernen.

### Deutschland
Auch in Deutschland gibt es nach wie vor nach alter Tradition arbeitende Kupferschmiede, wie beispielsweise zur Topfherstellung und anderer aus Kupfer hergestellter Gegenstände.

### Griechenland
In Thessaloniki, im ehemaligen Quartier der Kupferschmiede, befindet sich die aus dem 11. Jahrhundert stammende, orthodoxe Kirche Panagia Chalkeon, deren Name, ins Deutsche übersetzt, die „Jungfrau der Kupferschmiede“ bedeutet. Seit über 2.000 Jahren beschäftigt man sich in diesem Stadtviertel mit Kupfer. Heutzutage (Stand 2022) existieren nur noch ein paar Läden, in denen das traditionelle Handwerk praktiziert und Kupferhandel betrieben wird.

### Iran
Die im Nordwesten Irans gelegene Stadt Zandschan (transkribiert auch Zanjan), wurde im Januar 2020 vom World Crafts Council zur World City of Filigrane ernannt. Zum Zeitpunkt der Ernennung waren in Zandschan etwa 230 Filigrankünstler in 50 Werkstätten tätig, wovon 45 aktive Handwerksdisziplinen zertifiziert wurden, darunter das Kupferschmiedehandwerk. Laut des Tourismuschef der Region, Seyed Saeid Safavi, wird Zandschan als neues Mitglied des Creative Cities Networks der Organisation der Vereinten Nationen für Erziehung, Wissenschaft und Kultur (UNESCO) bewertet. Zandschan sei qualifiziert für die Auszeichnung als UNESCO-Kreativstadt.

### Mexico
Das im mexikanischen Bundesstaat Michoacán gelegene Tarasken Städtchen Santa Clara del Cobre wird im Hinblick auf das dort seit Jahrhunderten gepflegte, weltberühmte Kupferschmiedehandwerk als die „Kupferhauptstadt der Amerikas“ bezeichnet. Die im Stadtzentrum gelegene Plaza wird von aus Kupfer geschmiedeten Straßenlaternen beleuchtet. Es gibt zahlreiche Kupferwerkstätten, in denen man die Herstellung von Kesseln verfolgen kann, es gibt Kupferläden und ein Kupfermuseum. Mitte August findet die jährliche Kupfermesse »Feria Nacional del Cobre« mit Ausstellungen und Veranstaltungen statt, bei der die schönsten Arbeiten prämiert werden. Die 55. Nationale Kupferausstellung, die gleichzeitig die 76. Nationale Ausstellung von gehämmertem Kupfer darstellte, fand in Santa Clara del Cobre statt.

### Rumänien
Der Kupferschmied und Roma Victor Clopotar (* 1982), erlernte das Schmieden, wie es die Tradition seiner Familie und der Kalderasch vorsieht, von seinem Vater und einem Onkel. Früher lebten sie nomadisch, zogen über die Dörfer, reparierten Kupferkessel und verkauften ihre selbstgefertigten Metallwaren. Vom Regime des Diktators Nicolae Ceaușescu wurden sie zur Sesshaftigkeit gezwungen und an vorgegebenen Orten angesiedelt. So kam sein Vater Anfang der 1980er Jahre nach Brateiu, einem Dorf in Siebenbürgen, einem Zentrum des Kupferschmiede Handwerks. Zu Beginn waren es fast zwanzig Familien, die das traditionelle Handwerk ausübten. Heutzutage sind noch drei übrig. Die Wiener Designerin Nadja Zerunian entdeckte Clopotar und sein Talent zum Kupferschmieden bei einer Ausstellung von Roma-Handwerkern in Wien. Mit mehreren Partnern gründete sie die Hilfsorganisation Corizom, die Handwerkern in benachteiligten Gemeinschaften einen Lebensunterhalt verschaffen will. Corizom hat unter anderem Projekte in Rumänien, Albanien, Georgien und Ungarn angestoßen. Im April 2022 war Cloptar Aussteller auf der Homo Faber, einer Schau für zeitgenössisches Handwerk in Venedig. Im Juni stellte er seine Handwerkskunst auf der Messe Design Miami in Basel aus.

### Türkei
Heutzutage sind im Basarviertel der südosttürkischen Provinzhauptstadt Şanlıurfa traditionelle Handwerker, wie Kupferschmiede, immer noch anzutreffen.
Ein in Muğla sich seit mindestens vier Generationen entwickelndes, sich zumeist in Familientradition fortsetzendes Kunsthandwerk ist das der Kupferschmiede. Das im Südwesten der Türkei gelegene Zentrum ist der Landkreis Kavaklıdere.
Der östlich angrenzende Nachbarlandkreis Elmalı mit seiner gleichnamigen Hauptstadt, ist ein weiteres Zentrum des Kupferschmiedekunsthandwerkes.

## In Kupferblech getriebene Meisterwerke (im bisherigen Artikel nicht erwähnt)
- Berolina, 1895 enthüllte Statue von Emil Hundrieser, die ehemals auf dem Berliner Alexanderplatz stand.
- Hermannsdenkmal, erbaut zwischen 1838 und 1875 nach den Entwürfen von Ernst von Bandel.[175]
- Quadriga auf dem Brandenburger Tor.
- „Gigantengruppe“[176] (drei Riesen, die eine Weltkugel tragen) auf dem heutigen Museum für Kommunikation an der Leipziger Straße in Berlin.
- Der einen Drachen niederstechende Erzengel Michael über dem Hauptportal der Friedrichswerderscher Kirche am Werderschen Markt im Berliner Ortsteil Mitte. Die original Terrakottafigur nach einem Modell von Ludwig Wilhelm Wichmann wurde zunächst 1904 durch eine Kopie in Kupfer, 1986/87 durch eine bronzene Nachbildung ersetzt.
- „Apollon im Greifenwagen von Tieck“ als Skulptur über dem Haupteingang des Berliner Schauspielhauses.[177]

Vergoldete Kupferarbeiten
- „Löwenfontäne“ im englischen Landschaftsgarten Glienicker Park.
- „Fortuna“ auf dem gleichnamigen Portal des Potsdamer Stadtschloss.
- „Die drei Grazien“ auf der Kuppel des Neuen Palais im Park Sanssouci.[178][179] Die drei durch das gleichnamige Gemälde Raffaels inspirierten Grazien sind Aglaia (die Glänzende), Euphrosyne (der Frohsinn) und Thalia (die Festfreude).
- „Der goldene Rathausmann zu Dresden“.[180]
- Statue „Die triumphierende Religion“, die ihren Fuß auf einen Totenschädel stellt, auf der Spitze des Kuppelturms des Französischen Doms am Berliner Gendarmenmarkt.[181]
- Statue „Die christlichen Tugenden“, (Allegorie auf die Tugend), auf der Spitze des Kuppelturms des Deutschen Doms am Berliner Gendarmenmarkt.
- Kuppelbekrönung des Marmorpalais im Neuen Garten in Potsdam.

## Adaptionen in Literatur, Malerei, Musik, Volkstanz, Theater und Aberglaube

### Malerei, Grafik, Lithografie
- Aus der venezianischen Werkstatt Leandro Bassano (eigentlich Leandro da Ponte) (1557–1622), Kupferschmiede, Ölgemälde, Anfang 17. Jahrhundert, Gemäldegalerie Kunsthistorisches Museum Wien.[219]
- Ernst Bosch, Gemälde, Der Kupferschmied vor der Stadt, (1865).
- Hermann Armin von Kern, Gemälde, Der Schmied in seiner Kupferschmiede (um 1880)
- Der Kupferschmied, Kupferstich, nicht klassifizierter Künstler, undatiert.[220]
- Hermann Armin von Kern, Gemälde, Ein Kupferschmied bei der Arbeit (1897).[221]
- Jan Gillisz van Vliet (1605–1668), niederländischer Reproduktionsgraphiker und Rembrandt-Schüler, Der Kupferschmied, Radierung. Ausgestellt in: Alte Galerie, Schloss Eggenberg.[222]
- Adolf Hengeler: Der traurige Kupferschmied, Grafik, Universitätsbibliothek Heidelberg.[223]
- David Roberts: Basar der Kupferschmiede, Kairo (1842) Ölgemälde.
- Emil Limmer (1854–1931), Maler, Illustrator, Pressezeichner,[224] Straße der Kupferschmiede in Neapel, Holzstich – Kupfer, Originalzeichnung von E. Limmer, (1891) Ansichtsgröße 23 × 32 cm
- Kupferschmied, limitierte Lithografie von Armin Mueller-Stahl aus dem Zyklus Day on Earth – Night on Earth. Abmessung, 47 × 55 cm, Entstehungsjahr 2004.[225]
- Edgar Melville Ward (1839–1915), Der Kupferschmied, Öl auf Leinwand, ca. 1898.[226]

### Musik
- Im Jahre 1881 veröffentlichte Carl Peter den populären Marsch Der kreuzfidele Kupferschmied.[227] Neben den typischen Merkmalen von Marschmusik enthält das Stück im Trio Passagen, die gesungen, mit Hammer und Amboss gespielt, und gepfiffen werden sollen. Der Marsch wurde international populär, in englischsprachigen Ländern unter dem Titel The Jolly Coppersmith, im Französischen als Le Joyeux Forgeron und auf Schwedisch als Den glade kopparslagaren.[228]

### Volkstanz
- Der lustige Kupferschmied – Zehn alte Volkstänze. In: Ludwig Burkhardt (Hrsg.): Feste und Feiern Deutscher Art. Band 6. Hanseatische Verlagsanstalt, Hamburg 1934. Die im Buch aufgeführten, zehn Volkstänze stammen aus Dänemark.[229]

### Theater
- Ausschnitt aus einem Theaterstück, Szene Gerichtsschauplatz, Akt XVII. Der glorreiche Angeklagte (ein alter Kupferschmied), publiziert in der Wiener Theaterzeitung und Originalblatt für Kunst, Literatur, Musik, Mode und geselliges Leben, Hrsg. Adolf Bäuerle, 27. Jahrgang, Nr. 55, 18. März 1834.[230]

### Aberglaube
- August Witzschel: Kleine Beiträge zur deutschen Mythologie, Sitten- und Heimatkunde, in Sagen, Sitten und Gebräuche aus Thüringen, Band 2, Kapitel Allgemeiner Aberglaube (Seite 286, Nr. 112): „Wenn beim Kupferschmied der Hammer auf die Erde fällt und auf der breiten Seite stehen bleibt, so kommt gleich darauf ein Fremder“.[231]

## Kupferschmiede-Dynastien
- Christian Schulz übernahm am 11. Januar 1677 die Schmiedewerkstatt seines verstorbenen Meisters, womit er den Grundstein für die Kupferschmiede-Dynastie Schulz und eine über 339-jährige Unternehmensgeschichte legte.[232] Im damaligen Hochstift Bamberg wurde er zu einem gefragten Kupferschmied und zu einer der Schlüsselfiguren in der Zunft der Bamberger Kupferschmiede. Er begründete nachweislich eine Linie von Kupferschmieden, die seinen Betrieb weiterführten, sein Know-how ständig weiterentwickelten und über Jahrhunderte Bamberger Handwerks-, Gewerbe- und Industriegeschichte mitgestalteten. Aus der Kupferschmiedewerkstatt des Christian Schulz wuchs in zehn Generationen ein Unternehmen für die komplette Brautechnik. Heutzutage ist die Kaspar Schulz Brauereimaschinenfabrik & Apparatebauanstalt Bambergs ältester noch existierender Industriebetrieb und einer der ältesten metallverarbeitenden Betriebe Deutschlands.[233][234]
- Kalderasch, beziehungsweise Kalderaš, ist die Bezeichnung einer Gruppe der Roma, die sich auf das Handwerk der Kupferschmiede spezialisiert hatte. Ein berühmter Angehöriger dieser schwedischen Kupferschmiede-Dynastie war Dimitri Taikon (1879–1950).[235][236]
- Johann Arnold Meyer (* 1732). Im Jahre 1761 eröffnete er in Dinslaken eine Kupferschmiede, womit er die Kupferschmiede-Dynastie Meyer begründete. 1961 feierte die Firma F. Meyer ihr 200-jähriges Bestehen.[237] Der plötzliche Tod des langjährigen Leiter des Unternehmens, Friedrich Meyer (1972), zog das Ende der Kupferschmiede-Dynastie Meyer nach sich: Aus den „Meyer Werken“ wurde das „Benteler-Werk“.[238]
- Die Familie Uthemann (oder Uthmann) war eine Kupferschmiede-Dynastie in Zerbst. Im 17. und 18. Jahrhundert finden sich zwölf Familienmitglieder in diesem Beruf. Sie arbeiteten bei Hofe, für die Fürsten von Anhalt-Zerbst am Zerberst Schloss oder als Obermeister der Zerbster-Innung.[239]
- Kebleyi Aliyev (* 1971) gehört einer fast 300-jährigen Kupferschmiede-Dynastie aus Lahıc an, einer aserbaidschanischen Siedlung, die bekannt ist für ihre Handwerkskunst. Seine Werkstatt wurde im Jahr 1725 eröffnet, in der Aliyevs Kinder in der achten Generation arbeiten.[240]
- 1837 machte sich der Kupferschmiedemeister Johann Heinrich Heinkel in Kirchheim unter Teck selbständig, ab 1840 bezog er eine Werkstatt in der Dettinger Straße. Diese übernahm nach seinem Tod im Jahr 1865 dessen ältester Sohn Adolf Christian Heinkel, ebenfalls Kupferschmiedemeister und der Onkel des Flugzeugbauers Ernst Heinkel. 1873 gründete er die Firma Kupferschmiede und Apparatebau Christian Heinkel. Bis heute ist sie nach ihm benannt. Christian Heinkels Sohn, Carl und Heinkels Schwiegersohn, Friedrich Götz, waren ab 1913 Inhaber der Firma. Im Jahr 1961 übernahm die fünfte Generation, Fritz Rainer Götz, die historische Kupferschmiede.[241][242][243]

## Bekannte Kupferschmiede (im bisherigen Artikel nicht erwähnt)
- Abu Yusuf Yaqub ibn al-Laith as-Saffar (840–879), genannt as-Saffar (der Kupferschmied) war ein Abenteurer, Eroberer, Gründer und Anführer der Saffariden-Dynastie. Inspiriert von dessen Leben, schrieb der Orientalist Theodor Nöldeke (1836–1930) die Geschichte Jakûb der Kupferschmied und sein Dynastie, die 1892 in seinem Buch Orientalische Skizzen publiziert wurde.[244]
- Die beiden Kupferschmiede Hans Pulle und Theophil Rauer arbeiteten um das Jahr 1647 am Kupferhammer in Thießen. Ob der mit der erstmaligen Erwähnung des Kupferhammers in Verbindung gebrachte Kupferschmiedegeselle „Salomon“ bereits 1603 dort arbeitete, ist nicht sicher belegt.[245][246]
- Der österreichische Kupferschmied Maximilian Röck könnte am Guss des im Mai 1661 für den Mirabellgarten des Salzburger Schloss Mirabell hergestellten Pegasbrunnen beteiligt gewesen sein, worauf eine Eingabe der Salzburger Hofkammer aus dem Jahr 1668 schließen lässt.[247] Der Fürstbischof Guidobald von Thun und Hohenstein ließ das Werk beim Innsbrucker Metall-Kunstgießer Caspar Gras (auch Kaspar Gras geschrieben) in Auftrag geben.[248]
- Michael Warnitz (1666–1737) war Hofkupferschmiedemeister der Fürsten von Anhalt-Zerbst und Obermeister der Eisengewerksinnung in Zerbst. Seine Werkstatt befand sich an der Alten Brücke (1324 Pons Antiquus; ab 1379 Alde Brugge). Sein Sohn, Johann Andreas Warnitz (1697–1751), war ab 1743 Hofkupferschmied. Beide stellten beispielsweise aus Kupfer getriebene Drachenköpfe her, die als Regenabfluss für Schloss Zerbst und die ehemalige Reitbahn dienten und heute im Schlossmuseum ausgestellt sind. Außerdem schuf Michael Warnitz die kupfernen Prunksärge von Fürst Carl Wilhelm (1652–1718) und seiner Gemahlin Sophia (1654–1724), sein Sohn Johann die Särge der Fürsten Johann Ludwig (1688–1746) und Christian August (1690–1747).[249]
- Kupferschmied Hans Herberger aus Freiberg pachtete im Jahre 1665 von der Verwaltung der Saigerhütte in Grünthal den Kupferhammer. Zuvor hatte Kurfürst Johann Georg II. ihren Kauf durch die Saigerhütte veranlasst. Der Kupferhammer war ein Hauptlieferant von Kupferblech und Kupferkesseln. Hauptsächlich für die kurfürstlich-sächsische Armee, aber auch durch Lieferverpflichtungen an die preußische Armee, ebenso an Kesselmacher und Kupferschmieden, beispielsweise an die von Balthasar Schramm in Leipzig. Im Jahre 1762 wurden 200 Kupferkessel an die preußische Armee geliefert werden. 1765 musste der Kupferhammer dem „Churfürstlichen-Kanonen-Bohrwerk“ weichen.[250]
- Kupferschmied Balthasar Schramm[251] war um 1665 Eigentümer einer Kupferschmiede in Leipzig, die Kessel und Braupfannen herstellte. Mit Kupferblechen beliefert wurde er von der Saigerhütte in Grünthal, die vom Kupferschmied Hans Herberger geführt wurde.[252] Balthasar Schramm wurde 1709 von Johann Georg Sieber wegen einer falsch gefertigten Braupfanne verklagt.[253] 1726 klagte das Kupferschmiedehandwerk gegen die Erben des Balthasar Schramm, wegen Aushändigung der Handwerkslade.[254]
- Friedrich Gruhl (* 1778; † 1852), Kupferschmied und Glockengießer aus Kleinwelka, gründete im Jahr 1803 in der Kolonie Kleinwelka eine Glockengießerei, durch die er weit über die Landesgrenzen hinaus hohes Ansehen erlang.[255][256][257] Sein Sohn, Ernst Friedrich Gruhl (1822–1864), erlernte ebenfalls den Beruf des Glockengießer, arbeitete in der Werkstatt seines Vaters und übernahm diese im Jahr 1852.[258]
- Im Jahr 1780 gründete der Kupferschmiedemeister Emil W. Otto in Berlin eine Kupferschmiede.[259] Am 29. September 1902 kaufte der in Danzig geborene, nach Berlin gekommene Hugo Rossmann I. die Schmiede, aus der die Hugo Rossmann Apparatebau GmbH hervorging. Diese wurde in dritter Generation vom Kupferschmied Hugo Rossmann, genannt „Hugo III.“ geführt.[260]
- Ernst von Bandel (1800–1876), Architekt, Bildhauer, Baumeister und Maler, erlernte mit 63 Jahren das Kupferschmieden, um diese Handwerkskunst an dem zwischen 1838 und 1875 nach seinen Entwürfen gebauten Hermannsdenkmal selbstständig anzuwenden.[261]
- Am 11. November 1808 wurde dem in Paris lebende, deutschstämmige Kupferschmied namens „Schulders“ das erste Patent auf einen Bettwärmer erteilt.[262] Das französische Bettpfannenpatent ist das erste staatlich beglaubigte Dokument, das den Menschheitstraum nach einer warmen Bettstatt besiegelt.[54]
- In den Jahren 1839–1841 reiste der aus Weimar stammende Kupferschmiedemeister Friedrich Höhne über Bremen nach Nordamerika und Texas, und wieder nach Hause zurück. Seine Reiseerlebnisse beschrieb er in 52 Briefen. Diese wurden 1843 von Wilhelm Hoffmann zusammengestellt und hinsichtlich Rechtschreibung und Grammatik leicht überarbeitet, was Hoffmann im Anschluss an das „Vorwort des Verfassers“ erwähnt. 1844 wurde das Werk in Buchform unter dem Titel „Wahn und Ueberzeugung: Reise des Kupferschmiede-Meisters Friedrich Höhne in Weimar“ publiziert.[263][264] Eine Neuveröffentlichung in deutscher Sprache erschienen 2018 bei dem in London ansässigen Verlag „Forgotten Books“ in der Reihe „Classic Reprint Series“.[265] Überdies ist Höhne, gemeinsam mit C. W. Rösling, Mitautor eines klassischen, im Jahre 1839 publizierten Fachbuches. Das Kupferschmiedhandwerk: mit den nöthigen Vorlehren über die Erzeugung und Behandlung des Rohkupfers, so wie aller in dieses Fach einschlagenden Produkte.[266]
- Ferdinand Kofler (auch Koffler)[267] war seit seinem 21. Lebensjahr als Kupferschmied im österreichischen Schladming tätig. Im Jahre 1891 erwarb er den am Talbacheingang gelegenen Vasold’schen Kupferhammer[268] und das Wasserrecht am Talbach, wodurch er seinen bisherigen Betrieb wesentlich vergrößern konnte. Bald erkannte er die ungeahnte Möglichkeit zur Ausnutzung des elektrischen Stromes durch Wasserkraft. Gemeinsam mit seinem Freund, dem Landwirt und Elektrotechniker, Matthias Gföller, erweiterte er im Jahre 1896 den Kupferhammer um ein kleines Wasserkraftwerk. Einhergehend mit der Gründung des Elektrizitätswerks Schladming, Kofler & Gföller. Bereits ein Jahr später, am 17. August 1897, erstrahlte erstmals in der Geschichte Schladmings das Rohrmooser Schlößl im Glanz elektrischer Glühlampen. Damit begann für Schladming die öffentliche Stromversorgung. Trotz seiner beruflichen Inanspruchnahme als Kupferschmied wirkte Ferdinand Kofler in der ersten Zeit selbst als Maschinist im Elektrizitätswerk.[269] Nebenberuflich gehörte Kofler der Bürgerschaftssparkasse Schladming an, erst als Vorstandsmitglied und später als deren Direktor. Zu seinem achtzigsten Geburtstag wurden seine Verdienste für Schladming in der Ausgabe vom 13. Mai 1949 in dem seit 1906 unabhängigen Wochenblatt „Der Ennstaler“[270] gewürdigt.
- Johann Vaillant (1851–1920) gründete 1874 in Remscheid das Unternehmen Vaillant, indem er verkündete, dass er sich „als Kupferschläger[271] und Pumpenmacher etabliert habe“.[272]
- Wilhelm Augst (1853–1913), aus Ilshofen, machte eine Ausbildung zum Kupferschmied im elterlichen Betrieb. Von November 1895 bis 1903 war er Mitglied des Deutschen Reichstags für den Wahlkreis Württemberg 12.
- Florian Ringler (1856–1934), österreichischer Kupferschmied und Zithervirtuose.[273] Er wirkte als Lehrer und als Komponist für die Zither als typisches Tiroler Volksinstrument.[274][275]
- Friedrich Bachofer (1861–1930) gründete 1888 in Weilheim an der Teck die Kupferschmiede Bachofer, in der er mit der handwerklichen Herstellung von Wannen, Wärmflaschen und Kochgeschirr begann. Durch Erweiterung und Modifizierung seiner Produkte, Ausweitung des Geschäftsfeldes aufs Feuerverzinken, neue Technologien und hohem Qualitätsanspruch entwickelte sich die Kupferschmiede im Laufe der Geschichte zu einem hoch technisierten Unternehmen. 2013 feierte die Bachofer GmbH & Co. KG ihr 125-jähriges Bestehen.[276][277]
- Alphonse Merrheim (1871–1925) war ein französischer Kupferschmied. Er war Sekretär der Gewerkschaft Kupferschmiede innerhalb der Metallarbeitergewerkschaft und später Funktionär beim Allgemeinen Gewerkschaftsbund Confédération générale du travail (CGT).[278] Er gilt als einer der Reformer des revolutionären Syndikalismus.
- Fritz Endres (1877–1963) arbeitete nach einer Kupferschmiedelehre (1891–1894) und dem Besuch einer Fortbildungsschule in Würzburg bis 1911 als Kupferschmied und Eisenbahnhandwerker. Er war Mitglied der Sozialdemokratischen Partei Deutschlands (SPD), Arbeitersekretär in Würzburg, Kriegsteilnehmer (1914–1918) und Geschäftsführer des Metallarbeiterverbands in Bayern. Zweimal wurde Endres von den Nationalsozialisten in Schutzhaft genommen (Aktion Gewitter) und im Konzentrationslager Dachau gefangen gehalten. Am 15. Dezember 1959 wurde ihm der Bayerische Verdienstorden verliehen.[279][280] In München ist die Fritz-Endres-Straße nach ihm benannt.[281]
- Der Kupferschmied Richard Samesreuther (1880–1946) gründete am 12. März 1919 zusammen mit dem aus Bad Nauheim stammenden Adolf Weniger eine „Spezialfabrik für elektrische und autogene Schweißung“. Die Eintragung der Firma Samesreuther & Co. OHG ins Handelsregister erfolgte am 1. April desselben Jahres.[282] Am 21. August erfolgte die Gründung der Samesreuther & Co. GmbH mit Sitz in Butzbach. Aus diesem Unternehmen ging die Buss-SMS-Canzler hervor, die am 1. April 2019 ihr 100-jähriges Firmenjubiläum feierte.[283][284][285] Samesreuther war Miterfinder des Canzler-Drahtes.[121][122]
- Peter Paul Sarcletti (* 1857 in Banco, einem Bezirk von Trient), kam als gelernter Kupferschmied auf seiner Wanderschaft nach Holland, wo er die Kunst der „Speiseeis-Herstellung“ erlernte. Anschließend ging er nach München und verkaufte im Jahre 1879 sein erstes selbstgemachtes Speiseeis, womit die lange Tradition der Münchener „Eis“-Familie Sarcletti begann.[286][287][288]
- Nach einem Modellentwurf des Bildhauers Emil Hundrieser (1846–1911) trieb der Kupferschmied Friedrich Peters in seiner gleichnamigen Werkstatt die Figur der Berolina; die Personifikation des Namens der Stadt Berlin.[289] Die 1895 enthüllte Statue hatte drei Standorte, einer war auf dem Berliner Alexanderplatz. Am 26. August 1942 wurde die Statue endgültig abgebaut und vermutlich zu Kriegszwecken eingeschmolzen.[290]
- Alexander Forsyth machte in den 1890er Jahren eine Ausbildung zum Kupferschmied in der Messing- und Kupferhütte von Robert Willison im schottischen Rothes. Im Anschluss arbeitete er bei Willison als Handwerker und später als Vorarbeiter. 1933 kaufte Forsyth das Unternehmen von dem sich zur Ruhe setzenden Willison und nannte es A. Forsyth and Son.[291] Forsyth spezialisierte sich auf die Herstellung von kupfernen, sowohl hand- als auch maschinengehämmerten Brennblasen für die Destillation von Gerstenwürze.[292] Für die historische Molenberg-Brennerei, seit 2010 im flanderischen Blaasveld ansässig, fertigte Forsyth die ersten handgehämmerten Brennblasen Belgiens, in denen die Gerstenwürze für den Gouden Carolus Single-Malt-Whisky destilliert wird.[293] Heutzutage (Stand 2023) führt Richard Ernest Forsyth in vierter Generation das sich zur Forsyth Group entwickelte Unternehmen als Geschäftsführer weiter.[294][295]
- Albert Kuntz (1896–1945) war gelernter Kupferschmied, Politiker der KPD und für diese Abgeordneter im Preußischen Landtag. 1933 wurde er als Widerstandskämpfer gegen den Nationalsozialismus verhaftet und 1945 im KZ Mittelbau-Dora ermordet. Am 23. Oktober 2012 wurde vor Kuntz’ ehemaligem Wohnhaus in Berlin-Wedding, Afrikanische Straße 140, ein Stolperstein verlegt.[296]
- Willy Marquardt aus Berlin erhielt am 12. April 1902, in der Zeit der Wilhelminischen Epoche, ein von der Kupferschmiedeinnung zu Berlin ausgestelltes und ihn als Kupferschmiedgesellen ausweisendes Prüfungszeugnis.[297]
- Gerhard Zwerenz (1925–2015), Kupferschmied, Marxist, Renegat, Schriftsteller von Romanen, Krimis, Kinderbüchern und erotisch-pornografischen Texten. Für die SED-Nachfolgepartei PDS war Zwerenz von 1994 bis 1998 Bundestagsabgeordneter.[298]
- Der gelernte Schlosser Peter Trappen (* 1947) entdeckte das Handwerk des Kunst- und Kupferschmiedens als Mitarbeiter der Berliner Kunstschmiede von Achim Kühn. Trappe wirkte an zahlreichen, von dessen Werkstatt ausgeführten Werken und Restaurationen mit. Darüber hinaus setzte er eigene Projekte um.[299]
- Wolfgang Burow, der 1958 seine Lehre als Kupferschmied bei den Hamburger Howaldtswerken begann, wurde als Pensionär von Jersbeks Bürgermeister, Gerd-Wilhelm Nuppenau, am 1. März 1998 zum „Ehrenamtlichen Eiskellerwart“ ernannt. Der im Jersbeker-Gutspark gelegene Eiskeller, ein inzwischen restauriertes Kunstdenkmal, wurde unter Benedikt von Ahlefeldt um 1736/37 errichtet. Der auf Anfrage zu besichtigende Eiskeller ist für die heutige, durch Technik und Maschinen geprägte Zeit noch ein Relikt aus der vorindustriellen Epoche.[300][301][302]
- Der bei Carl Canzler zum Kupferschmied und -schweißer ausgebildete Stephan Thiemonds verarbeitete seine praktischen Erfahrungen beim beidseitig-gleichzeitigen Steignahtschweißen von Kupferrohrlängsnähten unter Verwendung von Canzler-Draht und -paste[303] in der autobiografischen Geschichte Die heilende Kraft des Singens beim Kupferschweißen. Diese wurde als englische Übersetzung, The healing power of singing while welding, in dem Buch Welding Connects - You’ll Never Work Alone von der DVS-Media publiziert.[304] In einem Interview für den Infodienst Schweißaufsicht Aktuell beschreibt Thiemonds wie er beim beidseitig-gleichzeitigen Schweißen inmitten eines senkrecht am Hallenkran hängenden Kupferrohres die Enge, die Strahlungshitze und seine Furcht durch Die heilende Kraft des Singen beim Schweißen überwinden konnte.[305]

## Der Kupferschmied auf Wanderschaft
Wie in vielen Berufen der Zunft, so begaben sich seit jeher auch Kupferschmiede-Gesellen nach dem Abschluss ihrer Lehrzeit (Freisprechung) auf Wanderschaft. Sie war seit dem Spätmittelalter bis zur beginnenden Industrialisierung eine der Voraussetzungen für die Zulassung zur Meisterprüfung. Die Gesellen sollten vor allem neue Arbeitspraktiken, fremde Orte, Regionen und Länder kennenlernen sowie Lebenserfahrung sammeln. Der wichtigste Gegenstand, den ein jeder Wandergeselle mit sich führt, ist sein Wanderbuch. Es ist ein unersetzliches Dokument der eigenen Wanderschaft und nach deren Ende dessen wichtigstes Erinnerungsstück. Ein Beispiel ist das Wanderbuch des Kupferschmiedegesellen Johann Adolf Tille (1806–1888). Dessen Deckseite zeigt das rote Siegel des Fürstenthum Lippe, ausgestellt im Namen des „Durchlauchtigsten Fürsten zur Lippe“. Das Wanderbuch beweist durch zahlreiche Stempel, dass Tille von 1831 bis 1834 unterwegs war und dass er währenddessen an 28 unterschiedlichen Orten gearbeitet hat, von Berlin und Erfurt bis Zürich. Ein Jahr nach seiner Rückkehr, 1835, gründete er eine Kupferschmiede in Horn-Bad Meinberg. Aus dieser wurde die Firma Carl Tille GmbH, die die Tradition des Familienunternehmens in sechster Generation fortschreibt. Aus manchen wandernden Kupferschmieden wurden später bekannte Persönlichkeiten, wie beispielsweise Franz Löblich und Johann Vaillant.
Weitere Kupferschmiede auf Wanderschaft (Auswahl):
- Johann Conrad Fischer (Unternehmer) (1721–1810). In einem Zeitraum von neun Jahren durchwanderte er Frankreich, Deutschland, Österreich, Ungarn, Polen und Dänemark. Im Anschluss daran war er fünf Jahre in der Königlichen Giesserei in Woolwich bei London. Nach der Rückkehr aus England übernahm Fischer die Kupferschmiede seines Vaters, des Kupferschmieds und Weinhändlers Christoph Fischer. Der Unternehmer Johann Conrad Fischer war der Vater des gleichnamigen Metallurgen, Johann Conrad Fischer.[309]
- Johann Conrad Fischer (Metallurg) (1773–1854). Als Kupferschmiedgeselle durchwanderte er von 1792 bis 1795 Deutschland, Dänemark, Schweden und England. Seine Reiseerlebnisse hielt er in Tagebüchern fest.[310][311] 1797 übernahm Fischer die väterliche Kupferschmiede und Feuerspritzenmacherei und erweiterte den Handwerksbetrieb 1802 durch eine Glockengießerei. Es war die grundlegende Umstellung seiner Berufstätigkeit: aus dem Kupferschmied und Glockengießer wurde der erste erfolgreiche Gussstahl-Fabrikant auf dem europäischen Festland. Er war der Begründer der Georg Fischer AG und der erste Stadtpräsident von Schaffhausen.[312]
- Johann Samson Wilhelm Mayer (1787–1856) aus Esslingen am Neckar, begab sich nach seiner Ausbildung zum Kupferschmied auf Wanderschaft. Er durchwanderte Frankreich und Flandern, arbeitete in Breda und in Amsterdam. Nach seiner Rückkehr eröffnete er am Beutaubrunnen in Esslingen eine Kupferschmiede die Handfeuerspritzen baut. Weil die Geschäfte schlecht liefen, versuchte Mayer sich als Erfinder. In einem Chemie-Buch entdeckte er eine Anleitung für Zündhölzer. Mayer gelang es, die Hölzer nachzumachen, zu verbessern und international zu vertreiben, nach Amerika und Russland, dahin, wo es deutsche Auswanderer gab. Aufgrund mehrerer Schicksalsschläge brach sein blühendes Geschäft ein. Als Friedhofswärter versuchte er, für seine elf Kinder und seine dritte Frau zu sorgen. Obschon ihn sein Onkel, der wohlhabende Esslinger Mathematiker und Astronom Tobias Mayer (1723–1763) zeitlebens unterstützte und förderte, starb Johann Samson Wilhelm Mayer am 18. Dezember 1852 völlig verarmt. Anhand seiner, in Kurrentschrift verfassten Tagebücher, die im Stadtarchiv Esslingen ruhen,[313] zeichnete der Journalist Eberhard Neubronner das Leben des „angeblichen Erfinder der Zündhölzer“ in einer Romanbiografie nach.[314][315]
- Henricus Broex (* 1791 in Gerdingen, heute Bree in Belgien) fand im Jahre 1829 auf seiner Wanderschaft als Kupferschmiedegeselle im Kloster Lamspringe Arbeit. Er heiratete die Tochter eines Tischlermeisters, Katharina Theiler. Ihr Sohn, Heinrich Brucks, wurde ebenfalls Kupferschmied, ging auf Wanderschaft nach Böhmen und gründete nach seiner Rückkehr am 1. Oktober 1863 in Lamspringe einen Handwerksbetrieb. Ein Jahr später eröffnete er im nördlich von Brüggen gelegenen Alfeld eine Kupferschmiede, in der hauptsächlich Geräte und Anlagen des täglichen Lebens wie beispielsweise Töpfe und Pfannen repariert wurden. Mit den Jahren entwickelte sich der Handwerksbetrieb allmählich zu einem Industriebetrieb, zum Walter Brucks Kupferschmiede, Apparate- u. Rohrleitungsbau. 1952 erhielt man das Patent auf den ersten schwenkbaren Dragierkessel.[316] Heutzutage wird die Walter Brucks Dragiertechnik e.K. (WABRU) in 6. Generation geführt.[317][318]
- Georg Seebeck (1845–1928) ging nach seiner Ausbildung zum Kupferschmied in Oldenburg auf Wanderschaft, währenddessen er unter anderem bei dem Unternehmen Gebr. Sulzer in Winterthur arbeitete. 1876 gründete er in Geestemünde eine Kupferschmiede. Später wurde er Eigentümer der Seebeckwerft.
- Hugo Kalbe, begab sich, nachdem er 1883 Kupferschmiedgeselle wurde und nach halbjähriger Arbeit bei seinem Lehrmeister auf Wanderschaft. Diese führte ihn 1884 nach Guben und Berlin, 1885/86 nach Golßen und in die Niederlausitz, 1886/87 nach Siegen, 1890/91 nach Hamburg und Kulmbach, 1892 nach Göppingen, Schöningen und Hamburg, 1893 nach Amsee (im heutigen Polen) und nach Magdeburg. Nach seiner Rückkehr wurde Kalbe im Verlauf der Jahre Kupferschmiedemeister, Kreishandwerkermeister und Ehrenobermeister seiner Innung. Er gründete die Installationsfirma Kalbe in Korbach und war von 1925 bis 1929 für den Handwerkerbund Abgeordneter in der Waldecker Landesvertretung.[319]
- Franz Hönig (1867–1937) war ein Kupferschmied, Unternehmer und Mundartdichter. Im Alter von 5 Jahren wurde er Vollwaise. Nach der Ausbildung im Kupferschmiedebetrieb seines Onkels, Karl Racher in Kremsmünster, begab er sich auf Wanderschaft, die ihn nach Ried, Windischgarsten und Linz führte. 1890 übernahm er die Kupferschmiede seines verstorbenen Onkels. Von 1909 bis zu seinem Tod im Jahre 1937 war er Bürgermeister von Kremsmünster. Honigs Porträt, dass ihn als Bürgermeister zeigt, wurde 1920 als Motiv für das Notgeldes der Kommune ausgewählt: für den 10-Heller-Schein. Er schrieb und publizierte auf Mundart geschriebene Gedichtbände: Unsa Landl (1899); Da Mostschädl (1902); Lost’s ma zua (1907).[320][321]
- Der Franzose Nicolas begann seine Wanderschaft nach der Meisterausbildung (ca. 2015).[322]

## Ausgewanderte Kupferschmiede
Die frühen Auswanderungen nach Übersee aus dem deutschsprachigen Raum im 19. und frühen 20. Jahrhundert fanden in einer Übergangsphase der europäischen Entwicklung statt, die zwischen dem Zusammenbruch der alten agrarischen Gesellschaft und dem Anbruch des modernen Industriezeitalters lag. Meist aus wirtschaftlichen, beruflichen oder persönlichen Gründen verließen Auswanderer ihre Heimat. Unter ihnen waren auch Kupferschmiede.
- Der 46-jährige Zürcher Kupferschmied Johann Jakob Ammann erhielt am 8. Juni 1852 eine Passerteilung nach Amerika.[323]
- Der aus Unterhallau stammende Kupferschmied Arnold Rahm und seine Ehefrau Katharina, geb. Gasser, erhalten laut Amtsblatt des Kanton Schaffhausen 1874/75 die Erlaubnis zur Auswanderung nach Amerika. Bemerkung: Aufforderung zur Wiedervereinigung.[324]

## Nach bekannten Kupferschmieden benannte Straßen und Ortsteile
- R.-Samesreuther-Str. in Butzbach, benannt nach Richard Samesreuther, einem der Mitbegründer der heutigen Buss-SMS-Canzler.[325]
- Löblichgasse in Wien, 9. Bezirk,[326][327] und Löblichgasse im niederösterreichischen Weidling. Beide benannt nach dem Österreicher Franz Löblich (1827–1897). Neben seiner Selbstständigkeit als Kupferschmiedemeister war er von 1870 bis 1871 Landtagsabgeordneter und von 1879 bis 1885 Reichsratsabgeordneter.
- Franz-Hönig-Straße in Kremsmünster und Franz-Hönig-Straße in Ried im Innkreis. Benannt nach dem Kupferschmied, Unternehmer und Mundartdichter Franz Hönig (1867–1937).[328][329]
- Polzstraße in Fürstenfeldbruck, benannt nach, Sebastian Polz (1746–1824), nach dem „Kupferschmied mit dem großen Herzen“.[330]
- Fritz-Endres-Straße in München, benannt nach dem Kupferschmied und SPD-Politiker Fritz Endres.[331]
- Franz-Essink-Straße in Münster, benannt nach dem Kupferschmied Franz Essink, (* 25. April 1801 in Münster; † 31. Dezember 1871 ebenda), Kupferschmied, Gelbgießer, Junggeselle, Geizhals und Kleinbürger.[332][333]
- Spechthausen, der Name des im Jahre 1708 als Werksiedlung entstandenen, Eberswalder Ortsteils, geht auf den Kupferschmiedemeister Johann George Specht zurück. In unmittelbarer Nähe eines künstlich angestauten Mühlteiches, im heutigen Naturschutzgebiet Nonnenfließ–Schwärzetal gelegen, baute er einen Eisenhammer mit Schmelzofen, um das örtlich vorkommende Raseneisenerz zu verhütten.[334]

## Nach dem Beruf des Kupferschmieds oder einer Kupferschmiede benannte Straßen und Gassen
Deutschland
- Kupferschmied-Strasse in Aidenbach.
- Kupferschmiedestraße in der Innenstadt von Hameln. Siehe auch Liste der Baudenkmale in der Altstadt von Hameln / Kupferschmiedestraße.
- Am Kupferschmied und Kupferschmiedstraße in Hermaringen.[335]
- Kupferschmiedestraße in der Lübecker Altstadt.[336]
- Kupferschmiedstraße in Roth.

Österreich
- Kupferschmiedstraße im Salzburger Stadtteil Itzling Nord.[337]
- Kupferschmiedgasse (Erstnennung im Jahre 1377) in der Inneren Stadt Wiens (1. Bezirk).[338]

Bosnien und Herzegowina
- Kupferschmiedstraße (Kazandžiluk Ulica) im Stadtviertel Baščaršija in Sarajevo.[339]

Polen
- Kupferschmiedestraße in Breslau. Historischer Hinweis im „Breslauer Beobachter“, Sonntag, 21. Dezember 1845 „Vermischte Anzeigen – Hausverkauf“.[340][341]

Malaysia
- Coppersmith’s Street in Georgetown auf der malayischen Insel Penang. Die nach dort ausgewanderten und Hokkien sprechenden Auslandschinesen nannten diese Straße einst Pak Thang Ahkay. Ihr heutiger Name ist Armenian Street.[342]

## Denkmalgeschützte Kupferschmieden (Werkstätten, Häuser) und Zunftbrunnen
Der Denkmalschutz dient dem Schutz von Kulturdenkmälern. Ziel ist es, diese Kulturgüter als Zeugnis der Kulturgeschichte dauerhaft zu erhalten, nicht zu verfälschen und vor Beschädigungen, Beeinträchtigungen oder Zerstörung zu schützen. Neben den unter Denkmalschutz stehenden Kupferschmieden gibt es solche, die als Baudenkmal ausgewiesen sind, als ein, laut Duden, „Bauwerk als Denkmal vergangener Baukunst“.
Deutschland
- Altensteig, Alte Steige 12, siehe auch Liste der Kulturdenkmale in Altensteig. Um 1844 wurde die auf einem massiven Quadermauerwerk ruhende, eingeschossige giebelständige Kupfer- und Messerschmiede mit Satteldach und Fachwerkgiebel in Hanglage für den Kupferschmied Johann Georg Henßler erbaut, der ab 1817 im Nachbarhaus wohnte.[344] Der Bau hat dokumentarischen Wert für die Altensteiger Wirtschaftsgeschichte.[345][346]
- Bad Aibling, „Das Kupferschmiede-Haus“, heute „Haushaltswaren Pentenrieder“ in der Bahnhofstraße.[347] Wohlhabenheit ausstrahlendes Gebäude im oberbayrischen Bürgerhausstil, erbaut 1806/1807, zu Beginn des bayrischen Königreiches. Zur Straßenseite hin präsentiert das Haus künstlerisch wertvolle Lüftlmalereien. Die einstmals bedeutendste Kupferschmiede Aiblings versorgte neben den fünf örtlichen Brauereien auch die Rosenheimer Brauhäuser und die im Umland gelegenen. In seiner besten Zeit beschäftigte das Unternehmen 16 Gesellen.[348]
- Der Zunftbrunnen am Rathaus in Berching ist eine Hommage an die Leistungen, die ein aufblühendes, sich aus dem Bürgertum entwickeltes Handwerk in dieser Stadt vollbracht hat. Aufgebaut auf Traditionen, geschützt und gefördert von den weltlichen Herren, den Bischöfen von Eichstätt. Eine, das Handwerk repräsentierende Figur zeigt einen Kupferschmied mit einem Treibhammer in der Hand. Geschaffen wurde der Zunftbrunnen vom niederbayerischen Bildhauer Alfred Böschl (1949–2020)[349] der von 2003-2012 Vorsitzender des Kunst- und Gewerbeverein Regensburg war.[350]
- Dresden, Stadtteil Pieschen, Großenhainer Straße 155, (siehe auch Liste der Kulturdenkmale in Dresden), baugeschichtlich, ortsgeschichtlich sowie künstlerisch bedeutende Kupferschmiede, gelegen hinter der einstigen, im neoklassizistischen Stil gebauten Unternehmervilla (Nr. 157).
- Eichstätt, Westenstraße 37, Kupferschmiede von 1768–1857, ehemaliges Bürgerhaus (Jurahaus), 1688 Wiederaufbau nach dem Schwedenkrieg. Schutzmadonna aus dem 17. Jahrhundert. Putzdekor um 1909/10 und Kalkplattendach.[351]
- Flensburg, Augustastraße 7, Johannisstraße 43, ehem. Metallwarenfabrik Hansen & Goos; 2. H. 19. Jh.; Wohn- und Werksgebäude der 1839 gegründeten Metallwarenfabrik und Kupferschmiede, giebelständiger geschlämmter Backsteinbau Nr. 7 ehem. Produktionsgebäude, heute Wohnhaus, traufständig zur Straße das dreigeschossige Wohn- und Geschäftshaus Nr. 9, rückwärtig gepflasterter kleiner Hof mit Wohngebäuden nach Norden (1883) und zur Johannisstraße, letzteres im Kern aus dem 18. Jh., um 1900 als Werkstattgebäude der Fabrik umgenutzt.[352]
- Forchheim, Paradeplatz 11, Kupferschmiedekomplex, erbaut 1713, Abgerissen im Zuge der 2014 begonnenen Neugestaltung des Paradeplatzes.[353] Der Bauamtsleiter, Gerhard Zedler, hatte am Tag des Denkmals im September 2010 für die Abrissgenehmigung argumentiert. Der Verlust des „ehrenwerten, aber nicht erhaltenswerten“ Gebäudes könne mit Blick auf die Verbesserung der Gesamtsituation am Paradeplatz, einhergehend mit dem Bau des preisgekrönten Geschäftszentrums, hingenommen werden.[354]
- Gießen, Tiefenweg 5, Wohnhaus und Werkstatt (Kupferschmiede). Verputztes, giebelständiges Fachwerkhaus. Eines der letzten vorgründerzeitlichen Alt-Gießener Handwerkerhäuser. Kulturdenkmal aus wirtschaftsgeschichtlichen und sozialgeschichtlichen Gründen.[355]
- Kirchheim unter Teck, Dettinger Straße 17, Kupferschmiede mit dazugehörendem Kupferladen, erbaut 1873. Bereits im Jahr 1873 wurde die Christian Heinkel – Kupferschmiede und Apparatebau gegründet.[356] Die auch als Museum und Ausstellung dienende Kupferschmiede befindet sich seit der 5. Generationen im Besitz der Familie Götz.[357]
- Kunstsalon Köln, in einem Hinterhof an der Brühler Straße, um 1900 als Kupferschmiede errichtet. Im Jahr 1996 erfolgte der Umbau zum heutigen Kulturzentrum.[358]
- München, Altstadt-Lehel, Damenstiftstraße 18. Der Grundstein für dieses Gebäude wurde vermutlich im Zuge der ersten großen Stadterweiterung gelegt. Die Eigentümer, meist Kupferschmiede, Bäcker, Metzger und Wirte, lassen sich bis 1480 zurückverfolgten. Der Münchener Vermögensberater Dieter Berger[359] erwarb das Gebäude 2010 und restaurierte es unter Einhaltung der barocken Kreuzstockfenster, Innen- und Außenwände, Holzbalkendecken sowie der bauzeitlichen Innenputze und Anstriche. Am Haus ist eine Gedenktafel angebracht.[360]
- Ratingen, Am Markt 3, Baujahr 1587. Das Gebäude diente u. a. auch einem als Kupferschmied als Schmiede.[361]
- Rösrath, Am-Hammer 14-34.[362][363]
- Schwäbisch Hall, Stadtteil Steinbach, Am Spitalbach 6 (Flst.Nr. 0-85/3). Fachwerkhaus, dreigeschossiges, ursprünglich nach dem Stadtbrand von 1728 erbautes Handwerkerhaus. Charakteristische Fensterachsen, rautenförmige Verbretterungen, profilierte Fußschwellen, Fachwerkkonstruktion mit K- und „Wilde-Mann“-Formen. Schmiedeeiserne Laterne, Sonnenuhr. Besitzer: Röhler, Johann Christoph, Kupferschmied.[364]
- Trebsen/Mulde, Papierfabrik Wiede & Söhne als Sachgesamtheit, Zellstoffaufbereitung, Laugenregenerierung, Transformatorenstation, Autowerkstatt, Kupferschmiede, Verwaltungsgebäude und weitere Objekte, ab 1892 – 1918, Fabrikstraße 6. Siehe auch Liste der Kulturdenkmale in Trebsen/Mulde.[365]
- Wolfsburg, Ortsteil Vorsfelde, Lange Straße 29, Baujahr 1800, als Kupferschmiede genutzt bis 1849. Zweigeschossiger Fachwerkbau, Erdgeschoss verändert durch Ladeneinbau, erbaut 1. Hälfte 19. Jh. Heutzutage (2023) Ladenlokal mit Wohnhaus.[366]

Österreich
- Baden, bei Wien, Beethovenhaus Baden. Von 1821 bis 1823 bewohnte Ludwig van Beethoven dieses „Beym Kupferschläger“ genannte Haus. Das im Kern spätmittelalterliche, im 17. und 18. Jahrhundert erweiterte und wiederholt umgebaute Handwerkerhaus wurde im Jahr 1808 von dem Badener Magistratsrat, Kupferschmiedmeister und Landkutscher Johann Bayer und dessen Frau Ursula erworben.[367] Im Zuge seiner beruflichen Tätigkeit als selbstständiger Kupferschmied unterbreitete Bayer am 18. November 1821 für den Neubau des Thermalbades Bad Vöslau ein Angebot über „verzinnte Kupferbadewannen zu 130 Pfund für 265 fl. pro Stück“. Ob ihm der Auftrag erteilt wurde, ist nicht bekannt.[368]
- Freistadt (siehe Liste der denkmalgeschützten Objekte in Freistadt). Adresse: Pfarrgasse 13, Bürgerhaus, Kupferschmiedhaus. Ein historisch erhaltenes Gebäude, das 1650 urkundlich als Kupferschmiede erwähnt wurde und bis 1931 bestand. Der spätgotische Bau wurde um 1500 verändert und besitzt seit 1789 eine klassizistische Fassade. Seit 1989 steht das Gebäude unter Denkmalschutz.[369]
- Haslach an der Mühl, Marktplatz 49, Bürgerhaus, ehem. Kupferschmiede und Befestigungsmauern, Teile der Kupferschmiede stammen aus dem späten 16. bzw. dem 17. Jahrhundert, 1928 erfolgte eine Aufstockung des Gebäudes.[370]
- Kössen (siehe Liste der denkmalgeschützten Objekte in Kössen). Kupferschmiede und Schmelzhütte Gages, 1775 errichtet, Bichlach 72, südwestlich des Gageshofes.[371]

## Kupferschmiedemuseen, Freilichtmuseen
Deutschland

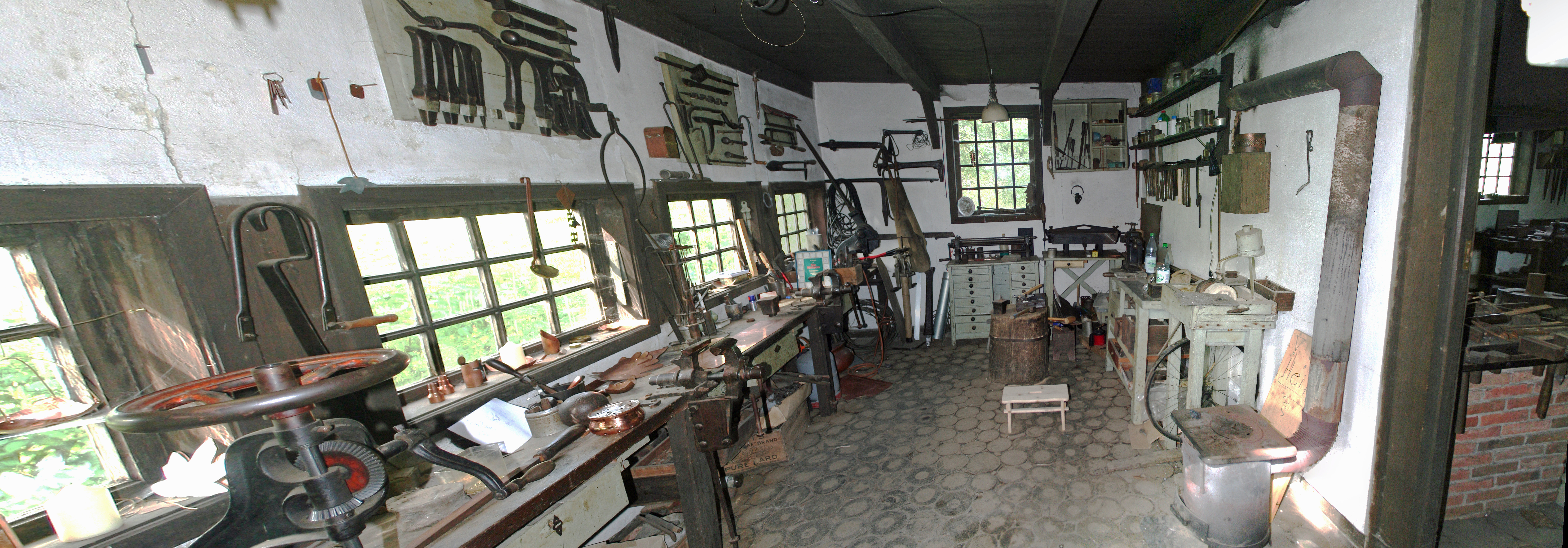
Werkstatt eines Kupferschmieds im Museumsdorf Cloppenburg. Die alten Handwerksgeräte bestimmen die Einrichtung. Die ältesten Geräte stammen aus der Zeit um 1850.

- In Karlstadt befindet sich das Europäische Klempner- und Kupferschmiede-Museum.[372] Ausgestellt sind alte Maschinen, Werkzeuge, Dokumente, Gesellen- und Meisterstücke aus dem Spengler-, Klempner-, Flaschner-, Blechner- und Kupferschmiede-Handwerk. Neben dieser jahrtausendealten Tradition stellt das Museum auch aktuelle und zukunftsweisende Techniken in diesen Berufen vor.
- Das Kupfermuseum in Fischen am Ammersee präsentiert von Kupferschmieden geschaffene, originale Kunstobjekte und Gebrauchsformen aus Europa und Asien. Mit über 1.000 Exponaten ist es […] die weltweit größte Ausstellung mit Gegenständen eines unterschätzten Materials. Von Sisis Breitöpfchen bis hin zum „Küchengeschirr aus dem Nachlass von Herzog Max in Bayern“.[373][374][375][376]
- Das Museumsdorf Cloppenburg beherbergt eine mit alten Handwerksgeräten ausgestattete Kupferschmiedewerkstatt. Unter dem an Aktionstagen geltenden Motto „Lebendiges Handwerk“ können Besucher in die Rolle des Kupferschmieds schlüpfen.[377][378][379]
- Das im Freilichtmuseum Ballenberg beheimatete Bildungszentrum vermittelt unter dem Motto „Traditionelles Handwerk in der Schweiz“ in aufeinander aufbauenden Modulen die Grundlagen des traditionellen Kupferschmiedehandwerks.[380]
- Die historische Kupferschmiede-Museum an der Duxgass 11 in Schaan ist eine Station (Nr. 14) des Schaaner Kulturweges.[381] Die Kupferschmiede wurde vom Kupferschmied Anton Schierscher-Tschetter (1813–1900) und seinen, „s Kopferschmeds“ genannten, Nachkommen betrieben, die ebenfalls das Kupferschmiede-Handwerk erlernt und ausgeübt haben. (Mindestens 3. Generationen.) Allesamt Mitglieder eines Familienzweiges des alteingesessenen Schaaner-Geschlechts, einer bedeutenden Familie in der Grafschaft Vaduz.[382][383]
- Im ehemaligen Badehaus des Mannlich-Hauses in Zweibrücken befindet sich ein Kupferschmiede-Museum. Die historischen Maschinen, Geräte und Werkzeuge stammen aus der Werkstatt des Kupferschmieds Herbert Baier, die die Zweibrücker Kulturgut-Stiftung Gehrlein-Fuchs im Jahre 1983 kaufte.[384]
- Kupferschmiede Kirchheim, hervorgegangen aus Christian Heinkel – Kupferschmiede und Apparatebau (siehe auch Kapitel Denkmalgeschützte Kupferschmieden (Werkstätten, Häuser), Abschnitt „Kirchheim unter Teck“).
- Im Museum für Regionalgeschichte in Eberswalde zeigt ein Modell des ehemals betriebenen Kupferhammers seine Funktionsweise.[385] Ein besonderes Ausstellungsstück ist eine aufwendig gestaltete Kupferschmiedeinnungslade des märkischen Kupferschmiedegewerks aus dem Jahre 1663. Diese gehörte dem aus Berlin stammenden Hammermeister Christoph Puchert, der auf dem Kupferhammer arbeitete.[386][387]

Schweiz
- Noch als 87-Jähriger war Paul Brander (1917–2007) in seiner Kupferschmiede in Appenzell (Ort) tätig.[388] Nach seinem Tod wurde seine Werkstatt Teil der Ausstellung im Museum Appenzell.[389][390] Seine Tochter, Silvia Fuchs-Brander, veröffentlichte einen Nachruf.[391]

Italien
- Im italienischen Ronco Canavese, im Soanatal des Gran Paradiso Nationalparks, befindet sich das „Ökomuseums des Kupfers“. In der aus dem Jahre 1675 stammenden Kupferschmiede werden die frühesten vorindustriellen Phasen der Kupferproduktion durchgegangen, als die Hochöfen mit Holzkohle gespeist und die Maschinenbewegung durch Wasserkraft erzeugt wurden.[392]

## Verbände, Vereine, Institute
- Am 1. Juli 1886 wurde der Unterstützungsverein der Kupferschmiede Deutschlands gegründet und 1903 in Verband der Kupferschmiede Deutschlands umbenannt. Die freie Gewerkschaft organisierte die Arbeitnehmer in Kupferschmieden im deutschen Kaiserreich und der Weimarer Republik. Im deutschen Bundesarchiv, im Archiv für Stasi-Unterlagen sowie auf der Online-Buchseite des Kupferschmiede-Verbandes finden sich die von ihm herausgegebenen Publikationen.[393][394][395]
- Am 29. April oder am 10. Mai 1889 wurde der erste reichsweite Arbeitgeberverband der Metallindustrie aus der Taufe gehoben: Der Verein der Kupferschmiedereien Deutschlands.[396] Seine regionalen Schwerpunkte lagen vorerst in Hannover, Brandenburg und Sachsen, während der Fachverein der Kupferschmiede von Hamburg aus geführt wurde. Dort unterhielt diese Facharbeitergruppe auch ein Nachweisbüro, dass an die Mitglieder freie Arbeitsplätze vermittelte. Anlass zur Gründung des Verbandes gab im Jahre 1888 ein reichsweiter Streik der Kupferschmiede, die mit einer Quote von über 90 Prozent ungewöhnlich hoch organisiert waren. Allein in Hamburg nahmen 1.400 Gesellen an diesem Kampf teil. Die folgende Angriffs- und Gesamtaussperrung aller Kupferschmiede in den Mitgliedsbetrieben ganz Deutschlands galt als „Feuertaufe“ des Vereins. Sie dauerte 12 Tage und verlief zufriedenstellend für die Arbeitgeberseite, deren „schwarze Listen“ sich bestens bewährt hatten. Zwar konnten die Kupferschmiede trotz allem den zehnstündigen Arbeitstag durchsetzen, Lohnerhöhungen und weitere Unterstützungen erzielen, doch mussten sie erkennen, dass ihnen ein Gegner gewachsen war, der über eine bessere strukturierte Organisation verfügte.[397][398] 1924 wird der Verein als Fachgruppe Apparatebau in den Verband Deutscher Maschinen- und Anlagenbau (VDMA) überführt.[399][400][401][402]
- Das am 2. Februar 1927 in Berlin gegründete, in Düsseldorf ansässige Deutsches Kupferinstitut e. V. ist ein technisch-wissenschaftlicher Berufsverband der kupferverarbeitenden Industrie, der sich der Absatzförderung kupferhaltiger Produkte verschrieben hat.[403]

## Sonstiges
- Zwischen 1600 und 1800 waren Kupferschmiede in Dresden wahrscheinlich auch als Paukenbauer tätig. Im Stadtarchiv Dresden sind in diesem Zeitraum keine Paukenbauer zu finden, aber einige Instrumentenbauer und sehr viele Kupferschmiede. Während sie den aus Kupfer bestehenden Paukenkessel selber herstellten, kauften sie die handwerksfremden Teile hinzu.[404][405]
- Der Zentralverband Sanitär Heizung Klima ist Veranstalter des Deutschen Kupferschmiedetag, der 2021 zum 34. Mal stattfand.[406]
- Im Tagblatt Das Ausland vom 19. Dezember 1839 wird im Kapitel Die Bazare von Indien die Arbeit der Kupferschmiede in Bombay erwähnt.[407] 1892/1893 nahm Ludwig von Lorenz-Liburnau als wissenschaftlicher Begleiter im Gefolge des Erzherzogs Franz Ferdinand von Österreich-Este an einer politisch-strategischen Weltreise teil, auf der er am 18. Jan. 1893 in Bombay die Kupferschmied-Straße fotografierte.[408]
- Meine Kupferschmiede[409] ist ein auf dem Steinberg in Hildesheim gelegenes, im Jahre 1899 erbautes, heute noch bestehendes Restaurant.[410] Der erste Pächter mit Namen Söhlemann hatte vorher den Beruf des Kupferschmiedes ausgeübt, so dass sich im Volksmund für das Restaurant schnell der Name „Kupferschmiede“ einbürgerte.[411]
- Auf einer bis zum 20. Dezember 1760 gültigen, im Namen des Bamberger Klosters Michelsberg ausgestellten Urkunde, wurde festgelegt, dass […] Andreas Zapf, Bürger und Kupferschmied im Sand zu Bamberg, reversiert Gallus Brockard, Abt des Klosters Michelsberg bei Bamberg, den halben Teil am Haus „Zum roten Schild“ im Sand in Bamberg als Zinslehen.[412]

## Trivia
- Kupferschmied (Megalaima haemacephala oder Psilopogon haemacephalus) ist ein Asiatischer Bartvogel (Megalaimidae), auch Rotscheitel-Bartvogel genannt.[413][414] Er ist bekannt für seinen metronomischen, taktangebenden Ruf, der einem Kupferschmied ähnelt, der mit einem Hammer auf Metall schlägt. Literarisch beschrieben in Rudyard Kiplings Gesammelte Erzählungen: „Darsie, melde dem Kupferschmied, dass Nagaina tot ist – er soll es der ganzen Nachbarschaft verkünden.“ […] „Der Kupferschmied ist ein Vogel, dessen Stimme klingt wie der Schlag eines Hammers gegen einen Kupferkessel. Er ist deshalb in allen indischen Gärten und im ganzen Dschungel der Dorfschreiber, der weithin die Tagesneuigkeiten ausruft.“[415]
- Die Katholische Pfadfinderschaft Europas (KPE) vertreibt ein „Liederbuch für die Wölflingsstufe“ mit dem Titel Der Kupferschmied. Das Buchcover zeigt, neben drei Kindern, den asiatischen Bartvogel namens Kupferschmied (Megalaima haemacephala).[416][417]
- Kupfermeister ist nicht die Bezeichnung eines Kupferschmiedes, der den Meistertitel erlangt hat, sondern der Name frühneuzeitlicher Messingproduzenten in Aachen und im benachbarten Stolberg, die dort zwischen dem 16. und 19. Jahrhundert die Kupferhöfe betrieben.